# Évangélisme
Ne doit pas être confondu avec Évangélisme de la Renaissance.
L'évangélisme, couramment nommé christianisme évangélique, protestantisme évangélique ou encore par l'anglicisme évangélicalisme, est un mouvement au sein du christianisme.
Le terme « évangélique » est au départ un simple adjectif découlant du mot évangile. L'évangélisme a ses origines dans la Réforme protestante du XVIe siècle et les mouvements de Réveil qui ont suivi. L’évangélisme plonge plus particulièrement ses racines dans la Réforme radicale du XVIe siècle et sa conception de l’Église de professants. Les principaux mouvements d'églises évangéliques sont l’anabaptisme, le baptisme, le pentecôtisme, le mouvement charismatique et le mouvement néo-charismatique. L’évangélisme est également présent dans d’autres branches du protestantisme. La plupart des confessions chrétiennes évangéliques sont regroupées dans l'Alliance évangélique mondiale.
Le mot « évangélique » est souvent confondu, à tort, avec le mot « évangéliste », qui désigne les auteurs des évangiles canoniques ou la fonction d’un prédicateur.
Les chrétiens évangéliques ont essentiellement en commun l'importance qu'ils accordent à la conversion individuelle relevant d'un choix personnel et, par suite, de l'expérience de la « rencontre avec le Christ ». Ceci implique donc un changement de vie et une relation individuelle avec Dieu s'articulant autour de la lecture de la Bible et de la communion par la prière (personnelle ou en communauté). Le premier point de distinction d'une église chrétienne évangélique est la nouvelle naissance (conversion personnelle) et le baptême du croyant. Selon une définition simplifiée, le terme évangélique au sens strict fait référence aux « Églises de professants »,.
En 2020, selon le chercheur français Sébastien Fath du Centre national de la recherche scientifique (CNRS), le mouvement compterait environ 660 millions de croyants dans le monde.

## Étymologie et confusions possibles dans la terminologie
À partir de la fin du XVIIIe siècle, le terme anglais evangelical commence à être utilisé dans le monde anglo-saxon pour désigner les groupements internes au protestantisme qui se distinguent du protestantisme établi par leur insistance sur la piété personnelle et sur le changement de vie, et parfois par un retour à l'orthodoxie religieuse protestante telle qu'elle avait été énoncée par les réformateurs, cela au cours d'un vaste mouvement qu'on appelle le grand réveil. Cette utilisation du terme « évangélique » se répand dans la francophonie au cours de la seconde moitié du XXe siècle (terme et acception popularisés en France vers la fin des années 1960).
Le mot « évangélique » est souvent confondu à tort dans les médias généralistes avec le mot « évangéliste », qui désigne notamment, selon Le Petit Larousse, les auteurs des évangiles canoniques ou la fonction d’un prédicateur,.
En français, le terme « évangélique », dont le sens premier est, selon le Larousse, « qui est relatif à l'Évangile, est contenu dans l'Évangile ou est conforme aux préceptes de l'Évangile », était traditionnellement un quasi synonyme de « protestant ». Ce terme était par exemple couramment utilisé dans les noms des églises protestantes historiques issues du luthéranisme ou du calvinisme - qui toutes se réclament de la fidélité à la Bible et particulièrement à l'Évangile - (par exemple : Église évangélique luthérienne de France). Toujours selon le Larousse, en allemand, le mot « évangélique » (adjectif evangelisch ou substantif Evangelisch(en)) est généralisé pour désigner le protestantisme en général, à la suite de la fusion, à partir de 1817, des églises réformées et luthériennes sous la pression de l'autorité étatique, notamment dans les territoires prussiens. Le mot « évangélique » est ainsi parfois synonyme dans certaines langues, de « protestant » (luthérien ou réformé).
L’adhésion à la doctrine de l’Église de professants comme caractéristique particulière d’une église évangélique est également commune,. Cette doctrine enseigne que l’on devient membre de l'Église par nouvelle naissance et profession de foi. Le baptême est ainsi réservé aux croyants adolescents ou adultes (baptême du croyant),. Cette doctrine a son origine dans la réforme radicale au sein de l’anabaptisme.

## Définition

### Caractéristiques communes aux évangéliques

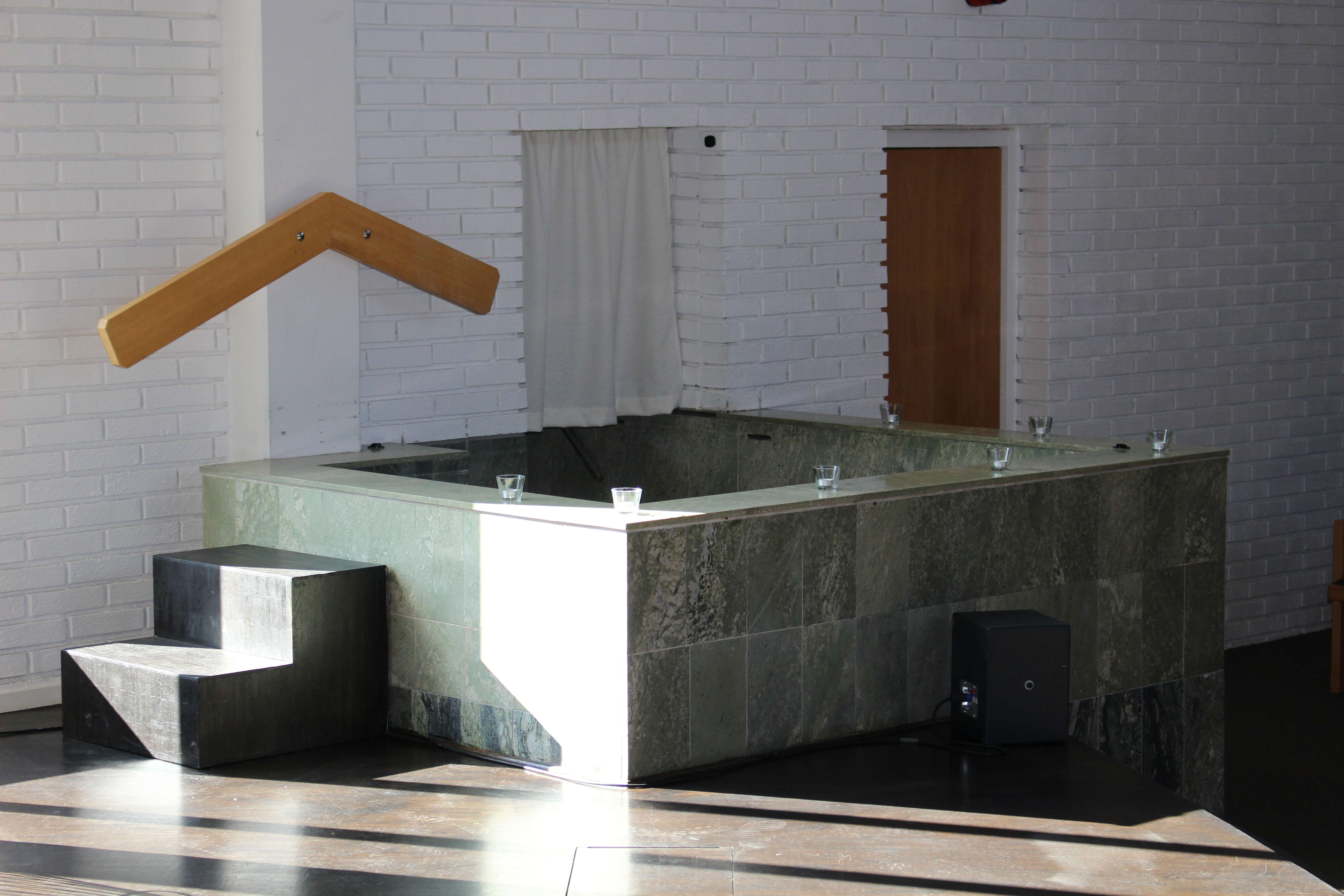
Baptistère à l’église pentecôtiste de Västerås, en Suède, 2018.

Une définition commune est celle de l'historien britannique David Bebbington (en), qui résume les caractéristiques de la foi évangélique en quatre points,, :
1. Biblicisme : la Bible est la référence de la foi évangélique.
2. Nouvelle naissance (conversion personnelle) : reconnaître l'œuvre du Christ par repentance et faire la démarche d'un choix personnel de donner sa vie à Jésus pour « recevoir » le « don » du Salut qui correspond à une nouvelle naissance (ou « régénération » en langage théologique). La profession de foi et le baptême du croyant par immersion sont l'expression de cette décision.
3. Engagement : l'engagement évangélique se traduit par une implication par le bénévolat dans l'Église et le partage de l'Évangile avec tout le monde.
4. Crucicentrisme : le caractère central de la crucifixion et de la résurrection de Jésus, thèmes fréquents dans les prédications et vus par les évangéliques comme un tournant dans l'histoire de l'humanité.

Les quatre points proposés par Bebbington font toutefois débat parmi les historiens ou les sociologues : ces caractéristiques, centrées sur l'individu, rendent difficilement compte de la variété théologique ou organisationnelle, des formes communautaires de protestantisme englobées sous l'appellation « évangélique », principalement mennonites, baptistes et pentecôtistes, mais qui est parfois utilisée pour désigner certains courants de confessions protestantes réformées ou anglicanes.
La majorité des églises évangéliques adhèrent au principe d'« Église libre », soit de séparation entre l’Église et l’État,.

### Différences entre évangélisme et protestantisme
La principale différence des évangéliques est la doctrine de l’Église de professants qui insiste sur la nouvelle naissance et la profession de foi individuelle, bien qu’il existe aussi une « tendance évangélique » au sein des églises protestantes traditionnelles. Celles-ci incluent des tendances théologiques libérales qu'on retrouve généralement peu chez les évangéliques qui ont majoritairement une théologie conservatrice fondamentaliste ou modérée,. Par ailleurs, en France, plusieurs confessions évangéliques ont fondé le Conseil national des évangéliques de France (CNEF) en 2010 qui se présente comme une voix distincte de la Fédération protestante de France. Un tiers des unions évangéliques a toutefois conservé une affiliation avec la Fédération protestante de France en raison de certains points communs avec les membres de cette fédération,.
Le mouvement est parfois qualifié de « néoprotestantisme » du fait de sa grande faculté d'adaptation aux codes de l'hypermodernité, soit principalement un usage important des technologies numériques de communication,.

## Histoire
La naissance des évangéliques ne peut s'attribuer à un seul événement en particulier. La Réforme protestante principalement, le luthéranisme, le calvinisme, l'arminianisme et les mouvements du Réveil y ont leur part,.

### Origines
Il est généralement admis que le mouvement évangélique commence au XVIIIe siècle et qu'il se base historiquement sur la Réforme protestante. En effet, les premiers à s'appeler « évangéliques » furent les Luthériens pour se distinguer des Calvinistes qui, eux, gardèrent le nom de Réformés.
Certains historiens et théologiens voient toutefois que les prémices de l'évangélisme se trouvent plutôt dans la Réforme radicale du XVIe siècle, principalement en raison du crédobaptisme,,. Celle-ci est issue de la Réforme protestante mais va plus loin, notamment en refusant la participation des institutions politiques dans l'Église.

### Réveils
À partir de la fin du XVIIIe siècle, divers mouvements de Réveils ont lieu et plusieurs Églises dites « évangéliques » sont fondées à cette époque. Le terme « évangélique » se répand à la suite de ces mouvements de Réveils : c'est donc le nom que choisissent les chrétiens qui prônent un retour à l'Évangile.

### XIXesiècle
Le XIXe siècle a vu un développement très fort des églises évangéliques, notamment au travers du second grand réveil et du troisième grand réveil. Au courant du XIXe siècle, les megachurches, des églises comptant plus de 2 000 personnes dans l’assemblée, ont commencé à se développer. La première megachurch évangélique, le Tabernacle métropolitain comptant un auditorium de 6 000 places, a été inaugurée en 1861 à Londres au Royaume-Uni par le pasteur Charles Spurgeon.

### Réveils évangéliques francophones
Le réveil protestant francophone se produit au XIXe siècle, porté par des missionnaires moraves, britanniques et suisses. Le prédicateur baptiste suisse Henri Pyt touche de nombreuses personnes dans plusieurs régions, particulièrement à Genève, puis dans le Nord de la France, en Eure-et-Loir, au Pays basque et à Paris, ce qui conduisit à la fondation de la Fédération des Églises évangéliques baptistes de France.

### XXesiècle
Le XXe siècle est aussi marqué par l'émergence du télévangélisme. L'évangéliste canadienne évangélique Aimee Semple McPherson, fondatrice du "Temple de l'Angélus" à Los Angeles et de l'"International Church of the Foursquare Gospel", qui est la première femme à utiliser la radio en 1922 pour atteindre un public plus large. Bien que divers groupes chrétiens aient utilisé les médias pour l’évangélisation, c’est l'évangélisme qui s’est le plus approprié ces nouvelles technologies . Parmi les très nombreux télévangélistes qui ont atteint un vaste public, le prédicateur baptiste Billy Graham a eu une influence considérable du fait de ses prédications publiques diffusées à la radio et à la télévision dans de nombreux pays, dont certains communistes et a bénéficié d'une popularité à l'égal des présidents des États-Unis dans l'opinion américaine. En 1951, avec le producteur Dick Ross, il a fondé la société de production cinématographique World Wide Pictures, qui réalisera des vidéos sur ses prédications et des films chrétiens .
En 1942, la première église à devenir multisite fut l'Église baptiste de Highland Park à Chattanooga (Tennessee). En 2014, il y avait 8 000 églises multisites aux États-Unis.
Du 16 au 25 juillet 1974, le congrès de Lausanne, en Suisse a réuni environ 2 700 leaders évangéliques chrétiens de plus de 150 pays au palais de Beaulieu. Cette conférence a été convoquée par un comité dirigé par l'évangéliste américain Billy Graham,. Elle a conduit à la Déclaration de Lausanne, texte pour l'évangélisation chrétienne dans le monde entier, qui contribua à l'unité du mouvement évangélique dans la deuxième partie du XXe siècle .
En juillet 1999, le TopChrétien, un portail web chrétien évangélique et un réseau social, est lancé par Éric Célérier, pasteur chrétien des Assemblées de Dieu de France et Estelle Martin, une Suissesse,. En 2009, le site comptait 1,2 million de visites par mois.

### XXIesiècle

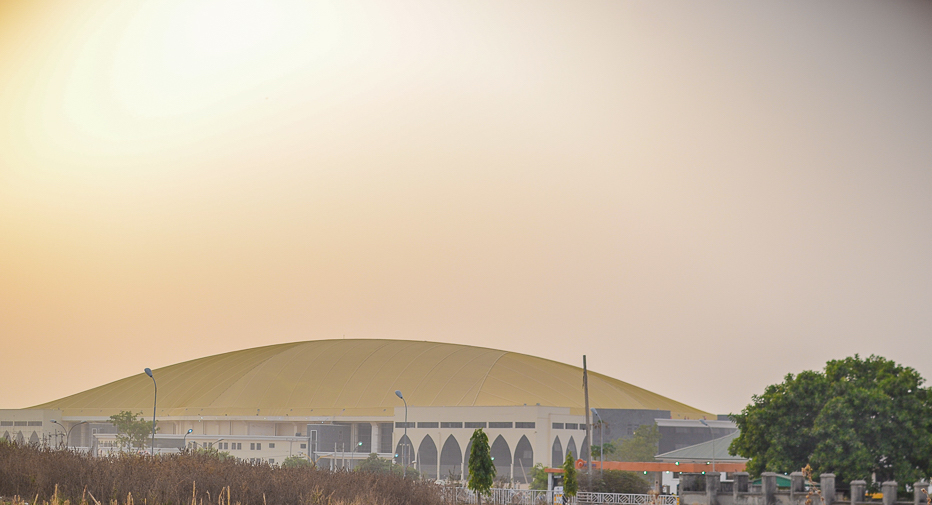
Glory Dome à Abuja, au Nigeria, affilié au Dunamis International Gospel Centre.

Au Nigeria, des megachurches évangéliques, comme Redeemed Christian Church of God et Living Faith Church Worldwide, ont construit des villes autonomes avec des maisons, des supermarchés, des banques, des universités, et des centrales électriques.
La croissance des églises évangéliques se poursuit avec des cérémonies de dédicace de nouveaux bâtiments ou d’agrandissements dans diverses régions du monde,,.

## Statistiques

### Dénombrement
Le foisonnement et la diversité des églises et confessions évangéliques à l'échelle mondiale ne facilitent pas les décomptes. D'autre part, la question se pose de savoir s'il faut agréger les effectifs des églises pentecôtistes avec ceux des églises évangéliques non pentecôtistes.
- En excluant les pentecôtistes, selon une étude publiée en 2011 par le Pew Research Center, les évangéliques seraient au nombre d'environ 285 millions, soit 13,1 % de l'ensemble des chrétiens[58]. L'étude précise la difficulté du décompte : de nombreux pentecôtistes et charismatiques se considèrent également comme évangéliques ou leur église est affiliée à une association évangélique. L'étude ne précise pas le nombre de ces chrétiens à la double appartenance[59].
- En incluant les pentecôtistes, deux estimations sont disponibles :
  - celle de l'Alliance évangélique mondiale, qui se définit en 2020 comme un réseau d'Églises de 129 nations et de plus de 100 organisations internationales regroupant plus de 600 millions de chrétiens évangéliques[60],[61].
  - celle de Sébastien Fath, chercheur au CNRS, qui estime qu'en 2018, le mouvement compterait 640 millions de croyants dans le monde[62],[63]. En 2020, selon le chercheur, le mouvement compterait environ 660 millions de croyants dans le monde[64].

### Croissance
En 1960, plus de la moitié des missionnaires américains protestants sont chrétiens évangéliques. Les missions américaines et européennes pentecôtistes sont également nombreuses, mais le pentecôtisme, un mouvement d'églises évangéliques, va surtout se développer de façon autonome, par des résidents non-étrangers, dans diverses régions du monde, notamment en Afrique, en Amérique du Sud et en Asie. En 2007, il y avait plus 10 000 missionnaires baptistes dans des missions outremer dans le monde.
Selon certains chercheurs, le christianisme évangélique est le mouvement spirituel qui progresse le plus rapidement au monde dans le courant du 21e siècle, principalement par des expériences de conversion religieuse (nouvelle naissance),.
Entre 1960 et 2000, la croissance globale du nombre des évangéliques est trois fois supérieure à celle de la population mondiale et deux fois à celle de l'islam.
En 2004, la Corée du Sud devient la deuxième source de missionnaires dans le monde, après les États-Unis et devant l’Angleterre,.

### Répartition géographique dans le monde
| Région                          | % de la population qui se déclare évangélique dans la région | % du total mondial de la population évangélique |
| ------------------------------- | ------------------------------------------------------------ | ----------------------------------------------- |
| Amérique (Nord et Sud)          | 10,0 %                                                       | 32,9 %                                          |
| Afrique subsaharienne           | 13,3 %                                                       | 38,4 %                                          |
| Asie-Pacifique                  | 1,5 %                                                        | 20,8 %                                          |
| Europe                          | 2,9 %                                                        | 7,5 %                                           |
| Proche-Orient & Afrique du nord | 0,3 %                                                        | 0,3 %                                           |
| Total mondial                   | 4,1%                                                         | 100%                                            |

Source : Center for the Study of Global Christianity, cité par l'étude du Pew Research Center, p. 68.
La plus forte concentration d'évangéliques se situe aux États-Unis, avec 28,9 % de la population (soit 91,76 millions de fidèles), et au Brésil, avec 26,3 % de la population (soit 51,33 millions de fidèles). Aux États-Unis, les évangéliques, qui comptent certaines églises de courant fondamentaliste, représentent une force politique importante ; un grand nombre sont regroupés dans la Bible Belt.

## Croyances
Chaque église a une confession de foi particulière et commune si elle est membre d’une confession chrétienne.
Le christianisme évangélique regroupe différents courants de théologie évangélique, dont les principaux sont conservateur fondamentaliste ou modéré et libéral,.
Les évangéliques adhèrent au Symbole de Nicée-Constantinople adopté au premier concile de Constantinople, qui concerne notamment la trinité, l’Église universelle et le jugement dernier.
L’Alliance évangélique mondiale, fondée par les organisations évangéliques de 21 pays, a établi une confession de foi commune lors de la première assemblée générale à Woudschoten (Zeist) aux Pays-Bas en 1951,. Mais, cette confession de foi est sommaire, puisque chaque confession chrétienne évangélique a des particularités théologiques.
Malgré les nuances dans les divers mouvements évangéliques, il y a un ensemble de croyances similaires pour les mouvements adhérant à la doctrine de l’Église de professants, dont les principaux sont l’anabaptisme, le baptisme et le pentecôtisme,,,,,.
En dernier recours, l'excommunication est utilisée par les associations et les églises pour les membres qui ne veulent pas se repentir de croyances ou de comportements en contradiction avec la confession de foi de la communauté,.

### Fondamentaliste
Depuis la fin du XIXe siècle, certains évangéliques, en opposition aux développements du libéralisme théologique, et surtout contre l’exégèse historico-critique qui s'était développée dans le protestantisme dès le XIXe siècle, ont établi le courant fondamentaliste. En 1878, dans une réunion de la « Believers' Meeting for Bible Study » (devenue Niagara Bible Conference) aux États-Unis, 14 croyances fondamentales ont été établies par des pasteurs évangéliques. Une grande importance est donnée à l’interprétation littérale de la Bible comme principale méthode d’étude biblique ainsi qu’à l’inerrance biblique et l’infaillibilité de leur interprétation,. Il y a une attitude méfiante pour l’étude théologique intellectuelle et les implications qui semblent non spirituelles, comme dans le domaine de la justice sociale. Ils sont opposés au féminisme et considèrent que la femme ne doit pas avoir un travail ou pratiquer un sport, mais plutôt être femme au foyer,. Le militantisme anti-LGBT est une cause particulièrement importante pour eux et les déclarations haineuses contre les personnes homosexuelles sont fréquentes. Les églises insistent beaucoup sur la dîme obligatoire et menacent de malédictions de l’Ancien Testament, d’attaques du diable et de pauvreté ceux qui ne la payent pas  ,. L’adhésion aux théories du complot est fréquente . L’indépendance de l’église est revendiquée et l’affiliation à une associations d’églises est peu fréquente, bien qu’il y ait des associations fondamentalistes. Les églises qui adhèrent au fondamentalisme se nomment souvent église biblique, église fondamentale ou église indépendante afin de démontrer leur appartenance au mouvement. Des églises fondamentalistes peuvent également être dans une même association que des églises modérées .

### Modérée
Dans le courant néo-évangélique, la théologie évangélique modérée a fait son apparition dans les années 1940 aux États-Unis. À la fin des années 1940, des théologiens évangéliques du Séminaire théologique Fuller fondé à Pasadena, en Californie, en 1947, ont défendu l'importance chrétienne du militantisme social. L’étude de la Bible a été accompagnée de certaines disciplines comme l’herméneutique biblique et l’exégèse biblique,. Des théologiens modérés sont devenus davantage présents dans les instituts de théologie évangélique et des prises de positions théologiques plus modérées ont été adoptées dans les églises évangéliques,. Certaines églises, interpellées par la sécularisation de la société américaine et par les mouvements de contre-culture, ont lancé un renouveau de l'apologétique chrétienne, désormais enrichie de la démarche scientifique. La justice sociale a occupé une place particulière et diverses ONG humanitaires chrétiennes ont été fondées. Le mouvement a favorisé la fondation de nouveaux médias et instituts de théologie évangélique dans les années 1950.

### Miracles

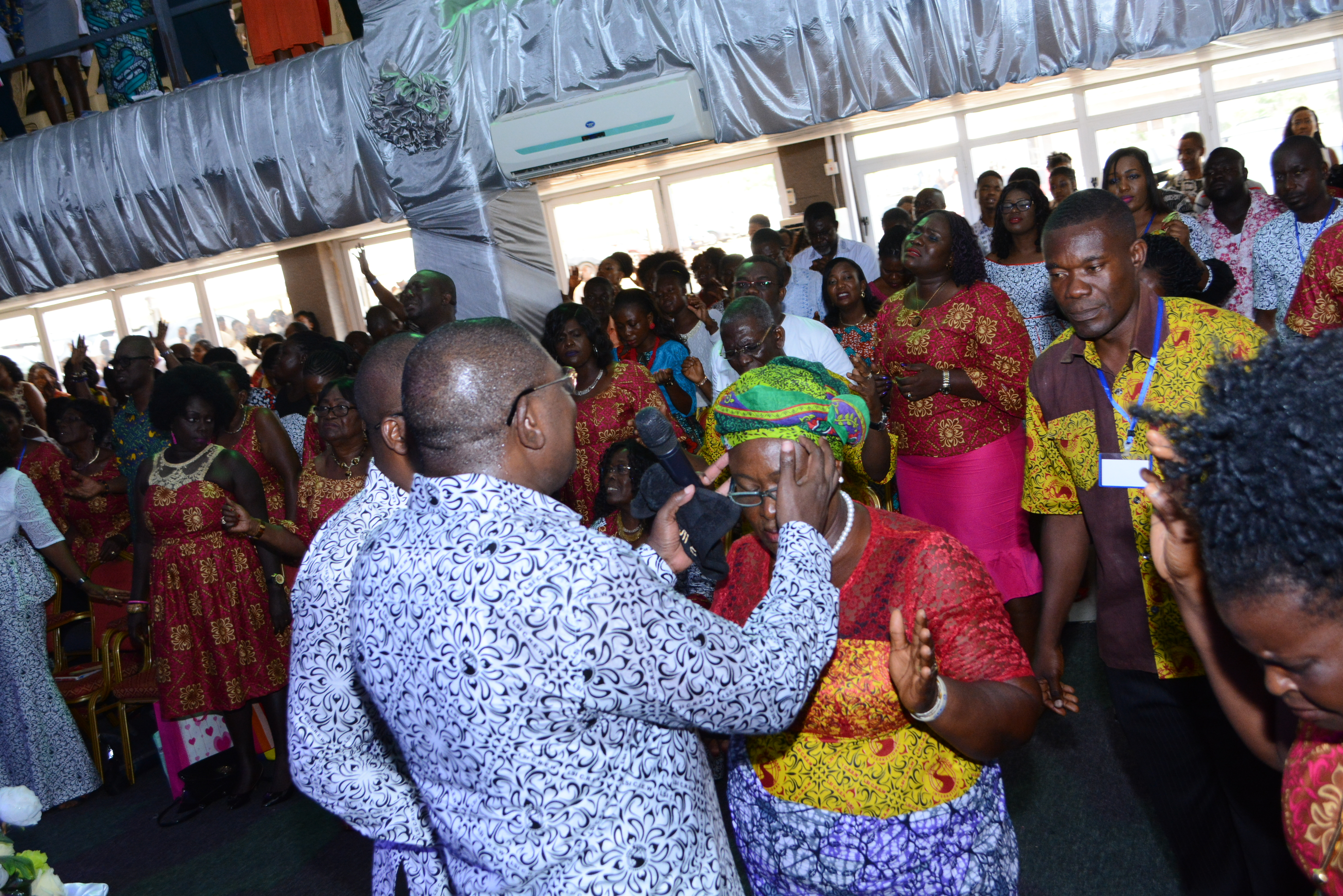
Imposition des mains pour la guérison dans l’église Living Streams International à Accra, au Ghana, 2018.

Pour une majorité de chrétiens évangéliques, le biblicisme fait en sorte que les miracles décrits dans la bible sont encore d'actualité et peuvent être présents dans la vie du croyant,. Les guérisons, les succès scolaires ou professionnels, la naissance d'un enfant après plusieurs tentatives, la fin d'une addiction, etc., seraient des exemples tangibles de l'intervention de Dieu avec la foi et la prière, par le Saint-Esprit. Dans les années 1980, le mouvement néo-charismatique a remis une emphase sur les miracles et les guérisons par la foi. Dans certaines églises, une place particulière est ainsi réservée aux guérisons avec imposition des mains lors des services ou pour des campagnes d'évangélisation,. La guérison par la foi ou guérison divine est considérée comme un héritage de Jésus acquis par sa mort et résurrection.

## Principaux mouvements
Le nom de certaines églises évangéliques ne comporte pas nécessairement la mention « évangélique » ou d’un mouvement évangélique, même si elles sont membres d’une association d’églises, particulièrement celles qui sont concentrées sur les « gens en recherche spirituelle » (seeker churches).

### Anabaptisme
L'anabaptisme moderne commence le 21 janvier 1525, lorsque Conrad Grebel a réuni un groupe de croyants opposés aux baptême des enfants à la maison de Felix Manz à Zollikon en Suisse, et a exercé le premier baptême du croyant.
Puis, il se développe dans le Tyrol avec les huttérites. La Confession de Schleitheim publiée en 1527 par les frères Suisses, un groupe d’anabaptistes, dont Michael Sattler à Schleitheim est une publication qui a répandu la doctrine du baptême du croyant et de l’Église de professants,.
En 1540, la publication de Fondation de la doctrine chrétienne, un livre théologique sur les croyances et pratiques anabaptistes, par Menno Simons aux Pays-Bas a donné naissance au mennonisme.
Cette publication et d'autres ont contribué à la formation du mennonisme, dont certaines doctrines inspireront plus tard aussi le christianisme évangélique.
La Conférence mennonite mondiale est fondée lors de la première conférence internationale à Bâle, en Suisse, en 1925 pour célébrer les 400 ans de l'anabaptisme.
Les principaux groupes anabaptistes sont les amish, les brethrens (frères), les huttérites et les mennonites. En 2022, il y aurait 2,13 millions d'anabaptistes baptisés dans 86 pays.

### Baptisme

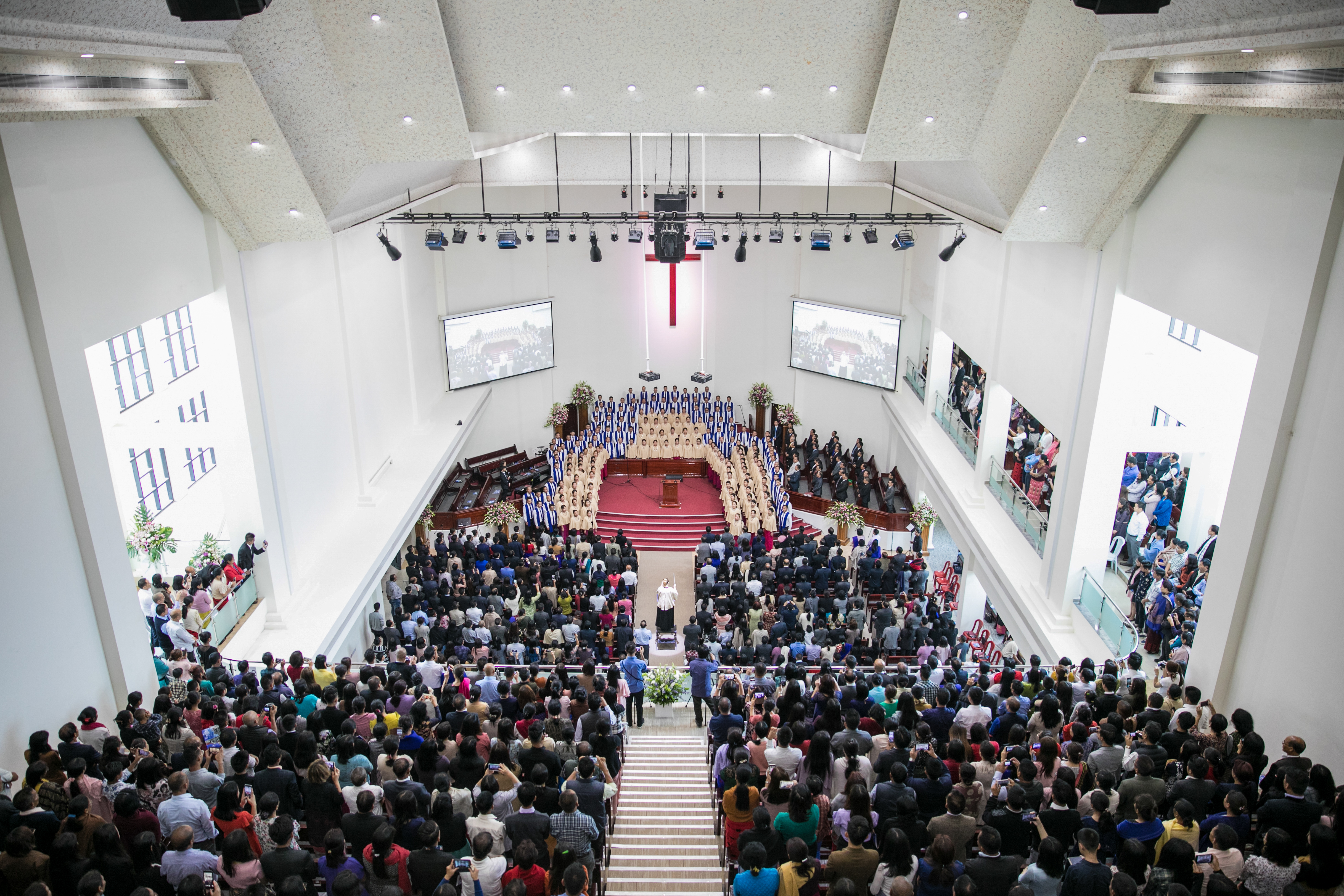
Service à l'Église baptiste de Kohima Ao, affiliée au Conseil de l'église baptiste du Nagaland.

Le baptisme a ses origines dans un mouvement commencé par les Anglais John Smyth et Thomas Helwys à Amsterdam,,. En raison de leurs convictions partagées avec les puritains et congrégationalistes, ils s'exilent en 1607 pour la Hollande avec d'autres croyants qui ont les mêmes positions bibliques. En 1609, année considérée comme la fondation du mouvement, ils baptisent les croyants et fondent la première église baptiste,. Thomas Helwys publie la première confession de foi baptiste Une déclaration de foi du peuple anglais (A Declaration of Faith of English People) en 1611. En 1904, l’Union baptiste de Grande-Bretagne a envoyé des invitations à diverses associations d’églises baptistes dans le monde pour un congrès mondial en 1905,. Des représentants de 23 pays ont répondu à l'invitation et ont fondé l'Alliance baptiste mondiale en 1905 au Exeter Hall de Londres,. Cette dernière, la plus grande confession baptiste dans le monde, regrouperait 266 conventions baptistes membres dans 134 pays, 178,000 églises et 51,000,000 membres baptisés en 2024.
En 2010, le baptisme compterait 100 millions de croyants. En 2020, selon le chercheur Sébastien Fath du CNRS, le mouvement compterait environ 170 millions de croyants dans le monde.

### Pentecôtisme

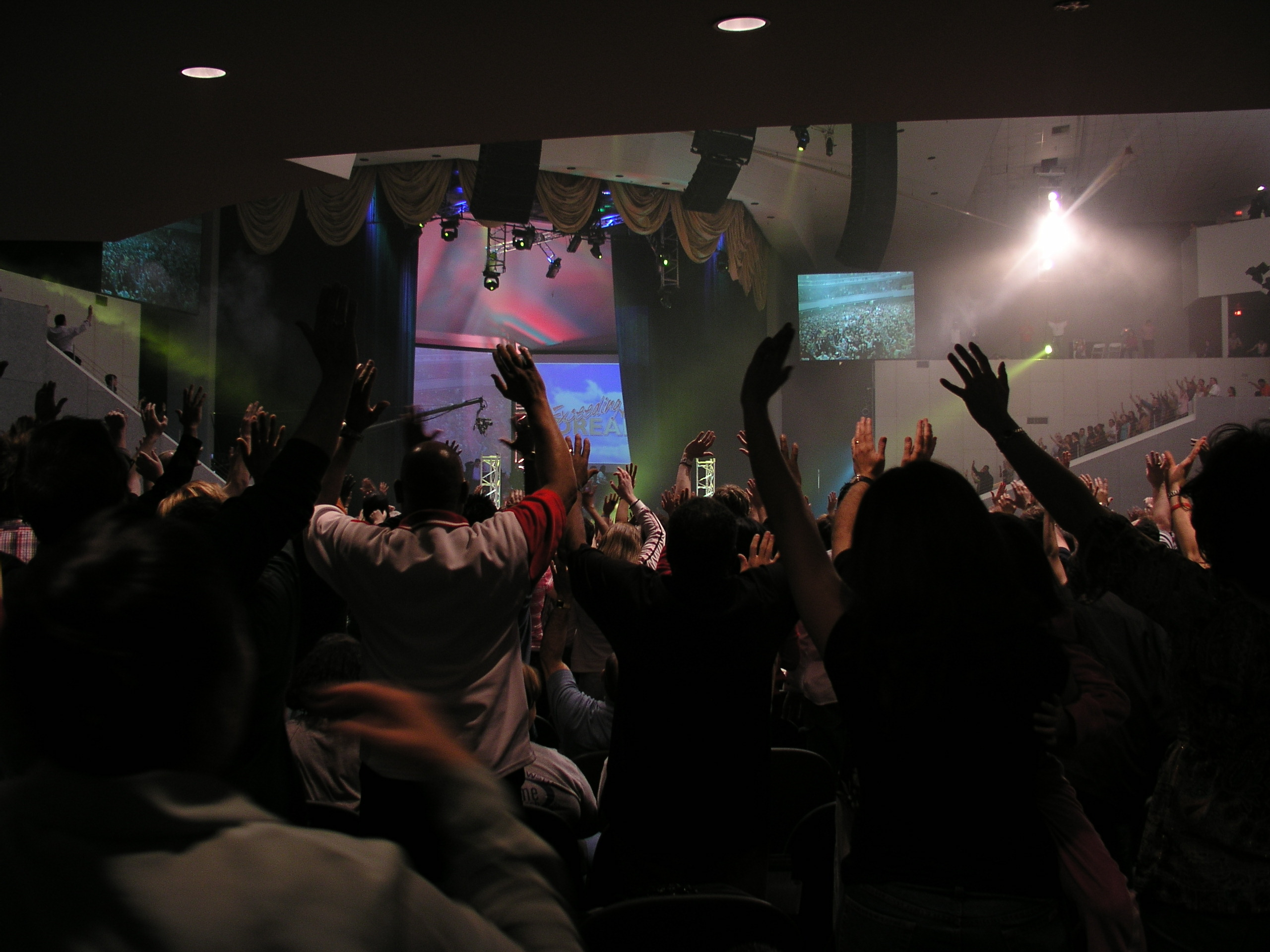
Service à l'Église de la ville de rêve de Phoenix, aux États-Unis, affiliée aux Assemblées de Dieu, en 2007.

Le pentecôtisme a ses origines dans plusieurs réveils qui ont eu lieu aux XIXe et XXe siècles. Le Grand Réveil de pentecôte commence avec le pasteur américain Charles Fox Parham, à Topeka (Kansas) en 1901. Après une première expérience de "parler en langue" au Bethel Bible College de Topeka, au Kansas, aux États-Unis, le 1er janvier 1901, il affirme selon les épîtres de l'apôtre Paul (par exemple dans le premier épître de Paul aux Corinthiens au chapitre 12 et aux versets 4 à 10) que la glossolalie était un signe du baptême du Saint-Esprit, doctrine essentielle du pentecôtisme. Plusieurs camp de prière seront organisés sous sa direction. C’est ainsi que le "Mouvement de la Foi apostolique" se développe au Missouri, au Texas, en Californie et ailleurs. Il se poursuit lors du Réveil gallois de 1904-1905 avec Jessie Penn-Lewis et Evan Roberts. Puis en 1906, le Réveil d'Azusa Street prend place dans le centre-ville de Los Angeles sous la conduite du pasteur William Joseph Seymour,. C'est Douglas Scott et son épouse, missionnaires anglais, qui ont fait connaître le pentecôtisme en France dans une communauté baptiste au Havre en 1930.
La Communauté pentecôtiste mondiale a été fondée en 1947 à Zurich, en Suisse lors d’une conférence de pasteurs pentecôtistes, organisée par les pasteurs suisse Leonard Steiner et sud-africain David du Plessis,.
En 2011, le pentecôtisme compterait 279 millions de personnes.
Les Assemblées de Dieu, la plus grande associations pentecôtiste dans le monde, auraient 367.398 églises et 53.700.000 membres en 2022.

### Mouvements charismatiques
Selon une étude du Pew Research Center publiée en 2011 sur les charismatiques qui regroupent tous les mouvements du christianisme charismatique, soit évangéliques indépendants, catholiques, orthodoxes et protestants, il y aurait 304 millions de charismatiques dans le monde.

#### Mouvement charismatique évangélique
Dans les années 1960, après le début du mouvement charismatique, certaines églises évangéliques ont décidé de suivre les enseignements de ce mouvement et de quitter leurs associations d’églises pentecôtistes.
Bien que proche de certains éléments théologiques du pentecôtisme, le mouvement charismatique évangélique ne fait pas du parler en langues (glossolalie) une preuve nécessaire du baptême du Saint-Esprit, puisqu'il est considéré comme un don spirituel parmi les neuf autres, sans supériorité,. Il insiste davantage sur la diversité des 9 dons du Saint-Esprit énoncés en 1 Corinthiens 12 versets 8-10, à savoir; la Sagesse, Connaissance, Foi, Guérison, Miracle, Prophétie, Discernement, Parler en langues, Interprétation de langues,.

#### Mouvement néo-charismatique
Le mouvement néo-charismatique a commencé aux États-Unis, dans le début des années 1980. Le baptême du Saint-Esprit, annoncé par Jésus et les neuf dons du Saint-Esprit sont des éléments centraux du courant,. Les églises néo-charismatiques ont souvent recours aux moyens de communications modernes. La théologie du mouvement charismatique évangélique est reprise par le mouvement néo-charismatique avec plus d'ampleur et avec quelques aspects théologiques supplémentaires, tels le combat spirituel, la parole de foi et le renouvellement structurel.
Dans les pays francophones, les églises néo-charismatiques ou néo-pentecôtistes sont également appelées Églises de Réveil,.

## Mouvements connexes

### Christianisme non confessionnel
Certaines églises non confessionnelles se réclament du mouvement évangélique, même si certaines n’ont pas de partenariat formel avec d’autres églises évangéliques,,. Le mouvement est particulièrement visible dans les megachurches,.
Les premières églises non confessionnelles sont apparues aux États-Unis dans le courant du XXe siècle, sous la forme d’églises indépendantes. Elles ont connu une croissance significative qui continue au XXIe siècle, particulièrement aux États-Unis où elles représentaient la troisième confession chrétienne comptant le plus de fidèles en 2010,,. En Asie, notamment à Singapour et en Malaisie, ces églises sont également de plus en plus nombreuses, depuis les années 1990.
Les églises du mouvement néo-charismatique utilisent souvent le terme non confessionnel pour se définir.
Certaines églises non confessionnelles s’identifient uniquement au christianisme.

#### Églises libres
La Fédération internationale des églises évangéliques libres a ses racines dans le mouvement piétiste européen du XIXe siècle. Elle est fondée en 1948 à Berne en Suisse par des unions d’églises évangéliques libres de divers pays. Selon un recensement de l'association d’églises, elle aurait en 2023, 31 associations nationales membres, 700,000 membres dans 33 pays.

### Judaïsme messianique
Le judaïsme messianique est un courant qui désigne les juifs convertis au christianisme évangélique. Les origines du mouvement du Judaïsme messianique apparaissent dans l'Angleterre du XIXe siècle. Les premières organisations officielles sont dirigées par des juifs convertis comme la Church's Ministry Among Jewish People, société anglicane de Londres pour la promotion du christianisme parmi les juifs de Joseph Frey (1809). Aux États-Unis le mouvement s'est développé surtout à partir des années 1960 et 1970.
Il combine une théologie chrétienne avec une pratique religieuse inspirée du judaïsme. Ses fidèles se présentent comme des Juifs affirmant la messianité de Yechoua (Jésus). Le groupe le plus connu, même s'il n'est pas le plus important en nombre, se nomme Juifs pour Jésus (Jews for Jesus), fondé en 1973 par un pasteur d'origine juive, converti au christianisme 20 ans plus tôt,.
Les Juifs messianiques se définissent comme chrétiens, tout en soulignant l'importance des traditions juives, pour autant qu'elles soient en accord avec l'Évangile.
Si la majorité des messianiques israéliens sont d'ascendance juive directe, ceux des États-Unis peuvent être des chrétiens évangéliques qui s'identifient comme Juifs messianiques.
En 2012, ils seraient entre 175 000 et 250 000 fidèles aux États-Unis, entre 10 000 et 20 000 fidèles en Israël, pour un nombre total estimé de 350 000 fidèles dans le monde.
L'International Messianic Jewish Alliance est fondée en 1925 et rassemble des alliances nationales de croyants. L’Union of Messianic Jewish Congregations est fondée en 1979,. En 2022, elle disait compter 75 congrégations dans 8 pays. L'International Alliance of Messianic Congregations est fondée en 1986,.

## Organisations

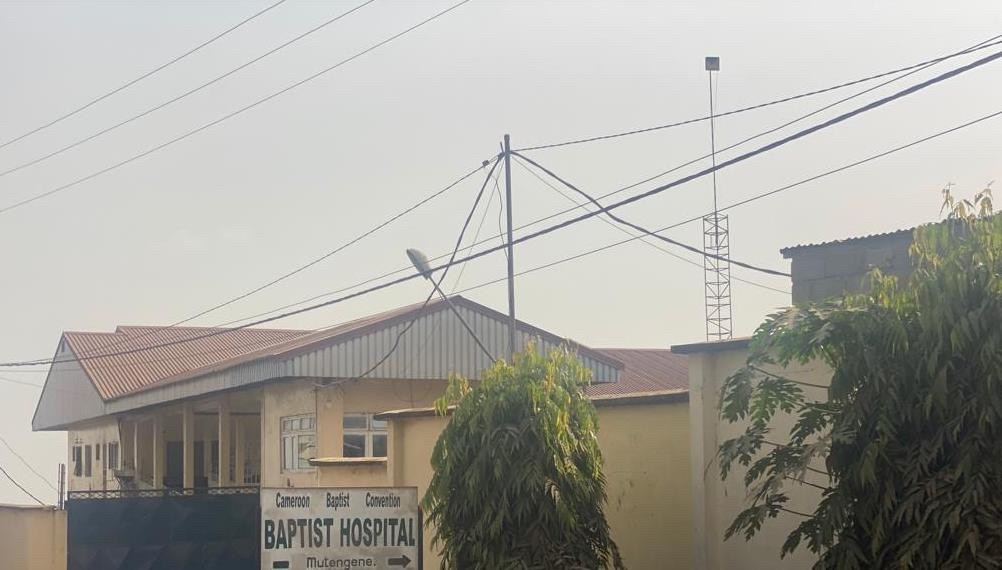
Hôpital baptiste de Mutengene (Tiko), membre de la Convention baptiste du Cameroun.

L'Église évangélique locale est l'organisation qui représente l'Église universelle, et est vue par les évangéliques comme le corps de Jésus-Christ.
Elle est responsable de l’enseignement et des ordonnances, soit le baptême du croyant et la Sainte-Cène. La gouvernance dans les églises évangéliques est majoritairement congrégationaliste et plus rarement de type épiscopalien dans certaines associations.
Bien que certaines églises revendiquent leur indépendance, d’autres églises se considèrent autonomes et interdépendante et font le choix d’être membres d'une association nationale et internationale d’églises ,. Cette relation de coopération permet le développement d’organisations communes, pour la mission et les domaines sociaux, comme l’aide humanitaire, des écoles, des instituts de théologie et des hôpitaux,.
Certaines associations sont membres d'une alliance nationale d'église de l’Alliance évangélique mondiale, qui compteraient 600 millions de croyants en 2020,.

### Ministères
La gestion des Églises est assurée par les ministères évangéliques qui sont principalement ceux de pasteur, du diacre, du conducteur de louange et de l’évangéliste. D’autres ministères peuvent également être présents, tel que celui d’ancien avec des fonctions similaires à celles du pasteur. Dans un certain nombre de communautés, l'église est dirigée par un conseil d’anciens, avec une insistance très forte sur la collégialité. Quand il y a un pasteur, celui-ci n’est que l’un des membres du conseil, sans autorité supérieure. Le ministère d’évêque avec une fonction de surveillance sur des églises à l’échelle régionale ou nationale est présent dans toutes les associations d’églises évangéliques, même si les titres de président du conseil ou de surveillant général sont majoritairement utilisés pour cette fonction,. Le terme évêque est explicitement utilisé dans certaines associations d’églises. Dans certaines églises du mouvement de la nouvelle réforme apostolique, il y a la présence de cinq ministères; ceux d'apôtre, prophète, évangéliste, pasteur, enseignant.
La formation des ministres s’effectue dans un institut de théologie évangélique pour une durée d’une année (certificat) à quatre années (licence, master) en théologie évangélique. Les ministres peuvent se marier et avoir des enfants. Le pasteur est généralement ordonné lors d’une cérémonie appelée consécration pastorale,,.

### Ministères féminins
Certaines associations d’églises évangéliques autorisent officiellement le ministère pastoral des femmes dans les églises. Le ministère féminin est justifié par le fait que Marie Madeleine (dite de Magdala) aurait été choisie par Jésus pour annoncer sa résurrection aux apôtres.

#### Églises baptistes
L’ordination de femme pasteure est autorisée dans diverses confessions baptistes. La première femme baptiste qui a été ordonnée pasteure est l’Américaine Clarissa Danforth dans une église baptiste libre en 1815. Dans les Églises baptistes américaines USA en 1882 . Dans l’Union baptiste de Grande-Bretagne en 1922 . La première femme pasteur française fut Madeleine Blocher-Saillens en 1929 par le Conseil de l'Église évangélique baptiste du Tabernacle, à Paris. Parmi les autres confessions figurent également la Convention baptiste nationale, USA en 1965  ; la Convention baptiste nationale progressiste en 1969 ; les Ministères baptistes australiens en 1978 ; la Convention des églises baptistes des Philippines en 1980 et l’Association baptiste coopérative des États-Unis en 1991,.

#### Églises pentecôtistes
Dans les Assemblées de Dieu des États-Unis en 1927 et dans l'Église Foursquare en 1975 .

## Culte

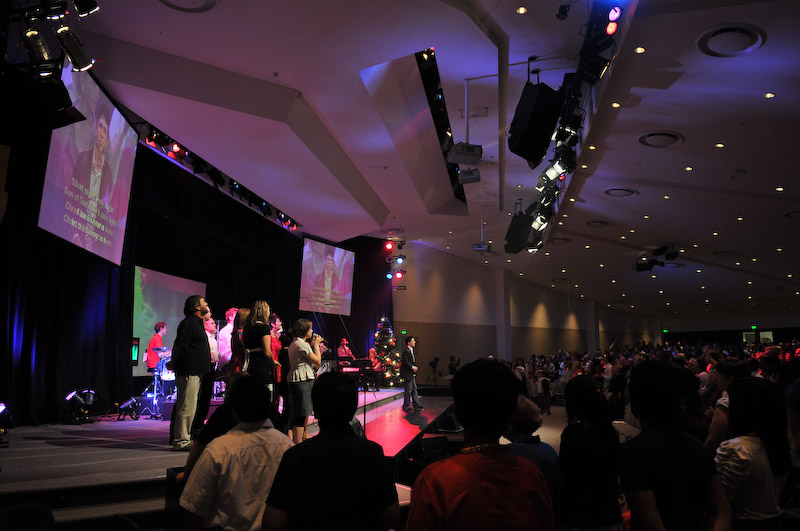
Service à l’Église baptiste Crossway de Melbourne, affiliée aux Ministères baptistes australiens, 2008.

Le service chez les évangéliques est vu comme un acte d'adoration de Dieu dans la vie de l'Église. La liturgie est simplifiée et la conception du service est plus informelle. Il comprend généralement deux parties principales, la louange (musique chrétienne), le sermon fondé sur la Bible, des prières, l’offrande, avec périodiquement la Sainte-Cène,,,. Lors du service, il y a généralement une crèche pour les bébés. Les enfants et les adolescents ont un enseignement adapté, l’école du dimanche, dans une salle distincte,. Les principales fêtes chrétiennes célébrées par les évangéliques, sont Noël, la Pentecôte (par une majorité d'associations d’églises évangéliques) et Pâques pour l’ensemble des croyants,,.

### Lieux de culte

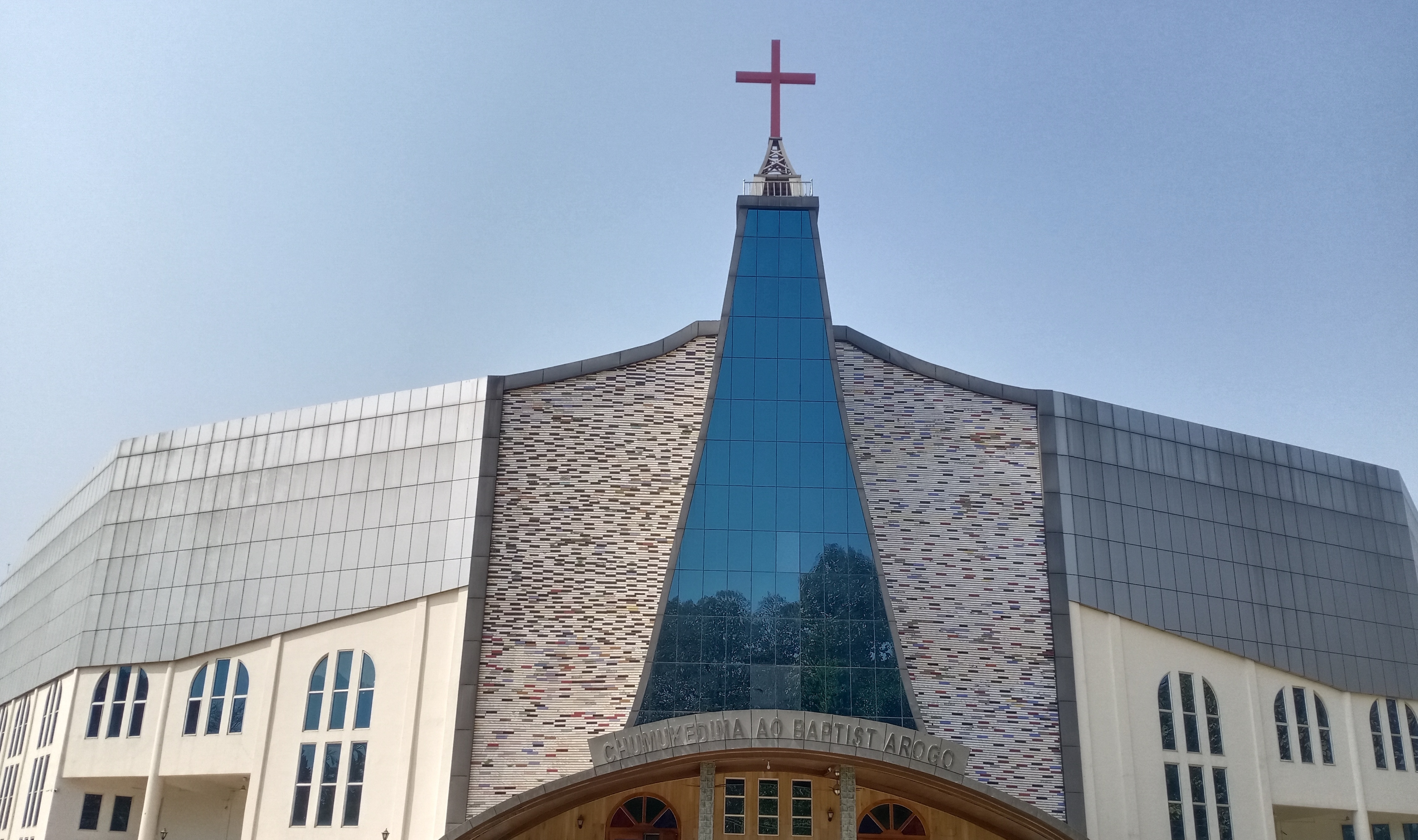
Bâtiment de l’Église baptiste Ao de Chumukedima, Kohima, affiliée au Conseil de l'église baptiste du Nagaland (Inde).

Les lieux de cultes sont généralement appelés « temple » ou « bâtiment (d'église) »,,.
Dans certaines megachurches, l’appellation « campus » est parfois utilisée,. L’architecture des lieux de cultes est majoritairement caractérisée par sa sobriété,.
La croix christique est l’un des seuls symboles spirituels qui peut généralement être vu sur le bâtiment d’une église évangélique et qui permet d’identifier l’appartenance du lieu,.
Aux États-Unis, jusqu'en 2019, les Solomon Awards récompensaient l’excellence dans la conception et la rénovation de bâtiments d'églises évangéliques, lors d’une cérémonie annuelle.
Certains services ont lieu dans des théâtres, des écoles ou des salles polyvalentes, en location pour le dimanche uniquement,,. En raison de leur compréhension du deuxième des dix commandements, les évangéliques n’ont pas de représentation matérielle religieuse comme des statues, des icônes ou des tableaux dans leurs lieux de culte,. Dans certains bâtiments se trouve un baptistère, sur la scène de l’auditorium (aussi appelée « sanctuaire ») ou dans une salle distincte, dans lequel on procède au baptême par immersion,.

### Megachurch
Les services prennent des proportions impressionnantes dans les megachurches (églises où plus de 2 000 personnes se réunissent chaque dimanche),,. Dans certaines de ces mégaéglises, plus de 10 000 personnes se rassemblent chaque dimanche. Ces dernières sont appelées Gigachurch,,. En 2015, il y aurait une centaine de gigachurches aux États-Unis.

### Églises de maison
Dans certains pays du monde qui appliquent la charia ou le communisme, les interdictions de culte pour les chrétiens, la complexité d'obtention d'autorisations gouvernementales, et les persécutions des chrétiens, ont fait que les églises de maison sont une réalité pour de nombreux croyants,,,. Par exemple en Chine, il y a de nombreuses Églises de maison en Chine, en majorité évangéliques. Les rencontres ont ainsi lieu dans des maisons privées, en secret et dans « l'illégalité ».
En dehors de ce contexte de persécution, il existe aussi dans certaines églises, évangéliques ou non, des « groupes de maisons », « ecclésioles » qui peuvent avoir des activités cultuelles, mais sans se substituer au culte dominical qui réunit l’ensemble de la communauté.

## Groupes de partage
L’Union internationale des groupes bibliques universitaires, une fédération évangélique rassemblant des groupes d’étude de la Bible pour étudiants sur les campus a été fondée en 1947 à l'université Harvard aux États-Unis avec des groupes bibliques de divers pays.
La Communauté internationale des hommes d'affaires du plein Évangile, une organisation évangélique offrant des rencontres dans des restaurants ou autres lieux publics pour les hommes d'affaires chrétiens, a été fondée en octobre 1951 à Los Angeles, aux États-Unis par Demos Shakarian,,,.

## Humanitaire

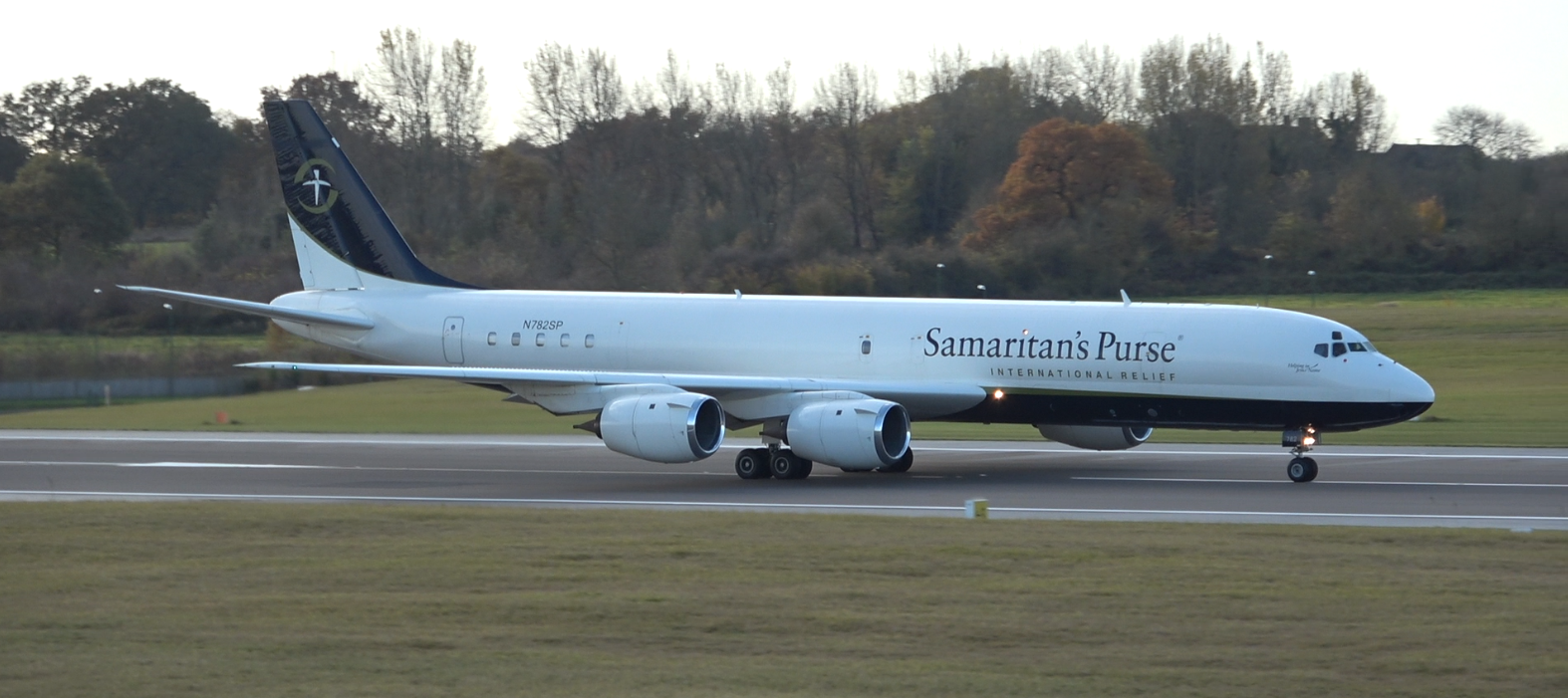
Un des avions de Samaritan's Purse servant au transport d’urgence de produits de première nécessité et de travailleurs humanitaires à Birmingham, Angleterre, 2019.

Dans les années 1940, aux États-Unis, le néo-évangélisme a développé l’importance de la justice sociale et des actions humanitaires dans les églises évangéliques,,. La majorité des organisations humanitaires chrétiennes évangéliques a été fondée dans la deuxième moitié du XXe siècle. Parmi les plus importantes, il y a World Vision International (1950), Samaritan's Purse (1970), Mercy Ships (1978), Prison Fellowship International (1979), International Justice Mission (1997). Selon le sociologue Sébastien Fath, les églises chrétiennes évangéliques et les ONG qu'elles soutiennent développent un entrepreneuriat humanitaire international dont les politiques tiennent de plus en plus compte.

## Dialogues œcuméniques
L’œcuménisme évangélique se développe d'abord au sein de l'évangélisme, dans l’affiliation d’églises évangéliques à des associations d’églises évangéliques, qui sont membres d’alliances nationales évangéliques rattachées à l’Alliance évangélique mondiale. Les diversités en termes sociaux, culturels, politiques, ethniques, linguistiques autant que confessionnels sont tolérées par les évangéliques sans aucun problème d'ordre doctrinal. Sans s'arrêter aux distinctions entre les confessions, les évangéliques préfèrent parler de l'Église (tout court) aussi appelée Église universelle à la suite du « Symbole des apôtres » (« Je crois en […] la Sainte Église universelle […] »), qui est à comprendre comme l'ensemble des « vrais » croyants en Christ, sauvés par leur foi.
Certaines associations d’églises évangéliques sont membres du Conseil œcuménique des Églises.
Diverses autres organisations évangéliques œcuméniques ont également contribué à développer l’unité évangélique, notamment des sociétés missionnaires,. Dans l’étude biblique, l’Union internationale des groupes bibliques universitaires. Dans l'aide humanitaire chrétienne mondiale, World Vision International. Il y a également eu l’émergence de divers instituts de théologie évangélique œcuméniques.

### Dialogue évangélique-catholique
Le dialogue entre l'Église catholique romaine et les églises évangéliques s’est fait de façon progressive. Il a débuté avec les églises pentecôtistes en 1972, sous la direction de David du Plessis, ancien secrétaire général de la Communauté pentecôtiste mondiale. Il a débuté avec l'Alliance évangélique mondiale en 1977 et l’Alliance baptiste mondiale en 1984.

## Les évangéliques et les médias

### Maisons d'édition
Zondervan a été fondée en 1931 à Grandville, près de Grand Rapids (Michigan) aux États-Unis, par deux frères, Peter Zondervan et Bernard Zondervan,. CLC International, comprenant également un réseau international de librairies chrétiennes évangéliques, a été fondé en 1941 à Colchester au Royaume-Uni.
En 2016, CLC compte 180 librairies dans 57 pays du monde. Parmi les best-sellers, il y a eu La Croix et le Poignard publié en 1963 par le pasteur pentecôtiste David Wilkerson, Les Langages de l'amour publié en 1992 par le pasteur baptiste Gary Chapman, Une église motivée par l'essentiel publié en 1995 et Une vie motivée par l'essentiel publié en 2002 par le pasteur baptiste Rick Warren,.

### Magazines
Dans la presse écrite, les magazines mensuels d'information et de réflexion chrétienne évangélique, Christianity Today, Charisma et Christianisme aujourd'hui sont les plus populaires dans la catégorie évangélique. Christianity Today, a été fondé en 1956 aux États-Unis par le pasteur baptiste Billy Graham et John Howard Pew. En 2008, son site web attirait 11,8 millions de visiteurs par mois. Charisma a été fondé en 1975 par Stephen Strang, un journaliste et les Assemblées de Dieu aux États-Unis,. En 1981, 80 000 exemplaires sont distribués et 250 000 en 2011. En 1989, Christianisme aujourd'hui, un magazine francophone a été fondé par Alliance Presse en Suisse.

### Réseaux de radiodiffusion
En 1923, l’église baptiste du Calvaire de New York aux États-Unis est la première église évangélique à avoir sa propre licence radio. Radio Lumière a été fondée en décembre 1958 à Les Cayes par la Mission évangélique baptiste du Sud d'Haïti,. Phare FM a été fondée en 1989 à Mulhouse en France, sous le nom de Radio Phare par Bruno Léonardi,.

### Chaînes de télévision
Christian Broadcasting Network a été fondé en 1961 par Pat Robertson gradué du New York Theological Seminary, à Virginia Beach, aux États-Unis. Son émission-phare Le Club 700, est l'une des plus anciennes du paysage télévisuel américain et est diffusée en 39 langues dans 138 pays. Trinity Broadcasting Network a été fondé en 1973 par Paul Crouch, gradué du Central Bible College des Assemblées de Dieu, et sa femme, Jan à Memphis (Tennessee),. Al Hayat TV, une chaîne de télévision chrétienne évangélique en langue arabe, a été fondée à Chypre en 2003 par Al Hayat Ministries,.

### Sites web
En janvier 2007, GodTube, un site de partage de vidéos liées au christianisme, surtout évangélique, est fondé par Christopher Wyatt de Plano (Texas), à l'époque étudiant au Dallas Theological Seminary.

### Applications mobiles
En 2008, le pasteur Bobby Gruenewald et Life.Church d' Edmond, Oklahoma, aux États-Unis, lancent YouVersion, une application offrant gratuitement des traductions de la Bible en plusieurs langues,,.
En 2015, 4 étudiants d'Accra au Ghana, lancent Asoriba, une application mettant en relation les églises chrétiennes évangéliques et les fidèles . En 2017, elle compte 1,100 églises partenaires au Ghana, Kenya, Afrique du Sud, Nigeria et aux États-Unis, ainsi que 69,000 fidèles inscrits.

## Les évangéliques et les arts

### Musique

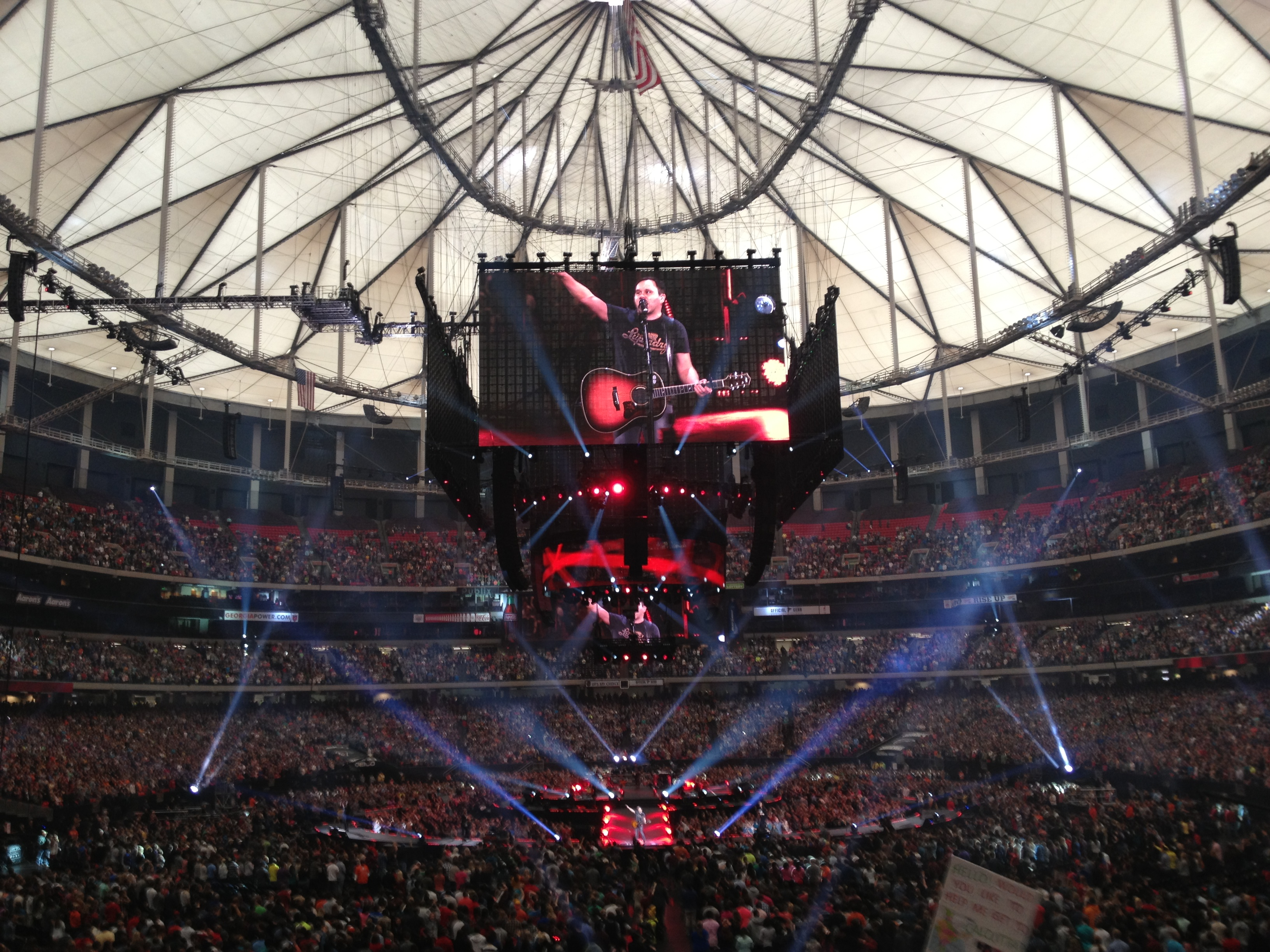
Passion Conferences, un festival de musique et d’évangélisation au Georgia Dome à Atlanta (Géorgie), États-Unis, en 2013

Pour les évangéliques, la louange à travers la musique chrétienne est une des composantes de la foi, qui est présente dans la vie de tous les jours. Les artistes évangéliques ont apporté une contribution importante à la musique chrétienne contemporaine dans les années 1960, en développant divers styles de musique chrétienne, du rock chrétien au hip-hop chrétien en passant par le punk chrétien ou encore le metal chrétien,. Les Dove Awards, une cérémonie annuelle qui récompense la musique chrétienne, sont créés à Memphis (Tennessee) en octobre 1969 par la Gospel Music Association.
Divers labels de disques évangéliques ont soutenu le mouvement. Dans le rock chrétien, il y a Sparrow Records fondé en 1976 aux États-Unis par Billy Ray Hearn, un gradué en musique chrétienne de l’Université Baylor.
Dans le hip-hop chrétien, TobyMac, Todd Collins, et Joey Elwood fondent le premier label spécialisé Gotee Records en 1994,. La fondation du label Reach Records en 2004 par Lecrae et Ben Washer a également eu un impact important dans le développement du hip-hop chrétien,.
Dans les années 1960, les artistes évangéliques ont commencé à produire des concerts et ils ont été de plus en plus présents lors de rassemblements de jeunes dans les décennies qui ont suivi, comme Passion Conferences à Atlanta (Géorgie), aux États-Unis. La musique évangélique est également diffusée sur les radios chrétiennes, les chaînes de télévision et sur YouTube.
Selon une étude de Worship Leader Research publiée en 2023, parmi les 25 licences de chansons les plus populaires utilisées par les églises entre 2010 et 2020, presque 100% proviennent de 3 groupes de musique de megachurches : Hillsong Worship (Église Hillsong basée à Sydney, en Australie), Bethel Music (Église Bethel basée à Redding, en Californie) et Elevation Worship (Église Elevation basée à  Matthews, en Caroline du Nord) .

### Cinéma
Des sociétés chrétiennes évangéliques sont également présentes dans le domaine de la production cinématographique. La société de production Sherwood Pictures fondée par l’Église baptiste de Sherwood à Albany (Géorgie) en 2003 a particulièrement été influente au début du XXIe siècle ,.
Son film Fireproof a été le film indépendant le plus rentable de 2008.
"Pinnacle Peak Pictures" (Pure Flix) a été fondé en 2005 à Scottsdale aux États-Unis par David A. R. White, Russell Wolfe, Michael Scott et Elizabeth Travis. En 2015, la société a lancé une plateforme de films et séries télévisées en flux continu sur Internet. Kendrick Brothers a été fondé en 2013 par le pasteur baptiste Alex Kendrick, Stephen Kendrick et Shannon Kendrick dans le but de succéder à Sherwood Pictures. Kingdom Story Company a été fondé en 2019 à Anaheim par les frères Erwin, Kevin Downes et  Tony Young. Parmi les succès de films évangéliques au box-office, il y a eu Dieu n'est pas mort sorti en 2014, Les Pouvoirs de la prière sorti en 2015 et La Voix du pardon sorti en 2018.

## Les évangéliques et l’éducation

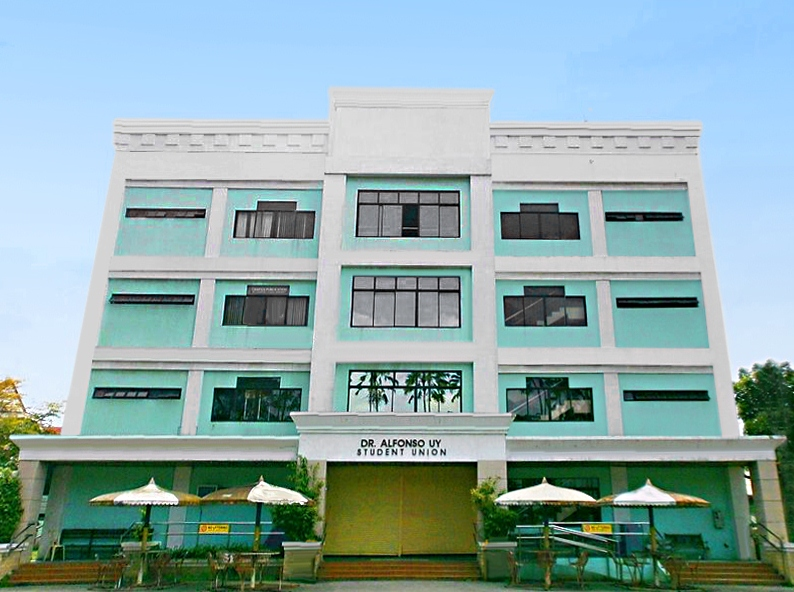
Alfonso A. Uy Student Union Building, Université centrale des Philippines à Iloílo, affiliée à la Convention des églises baptistes des Philippines.

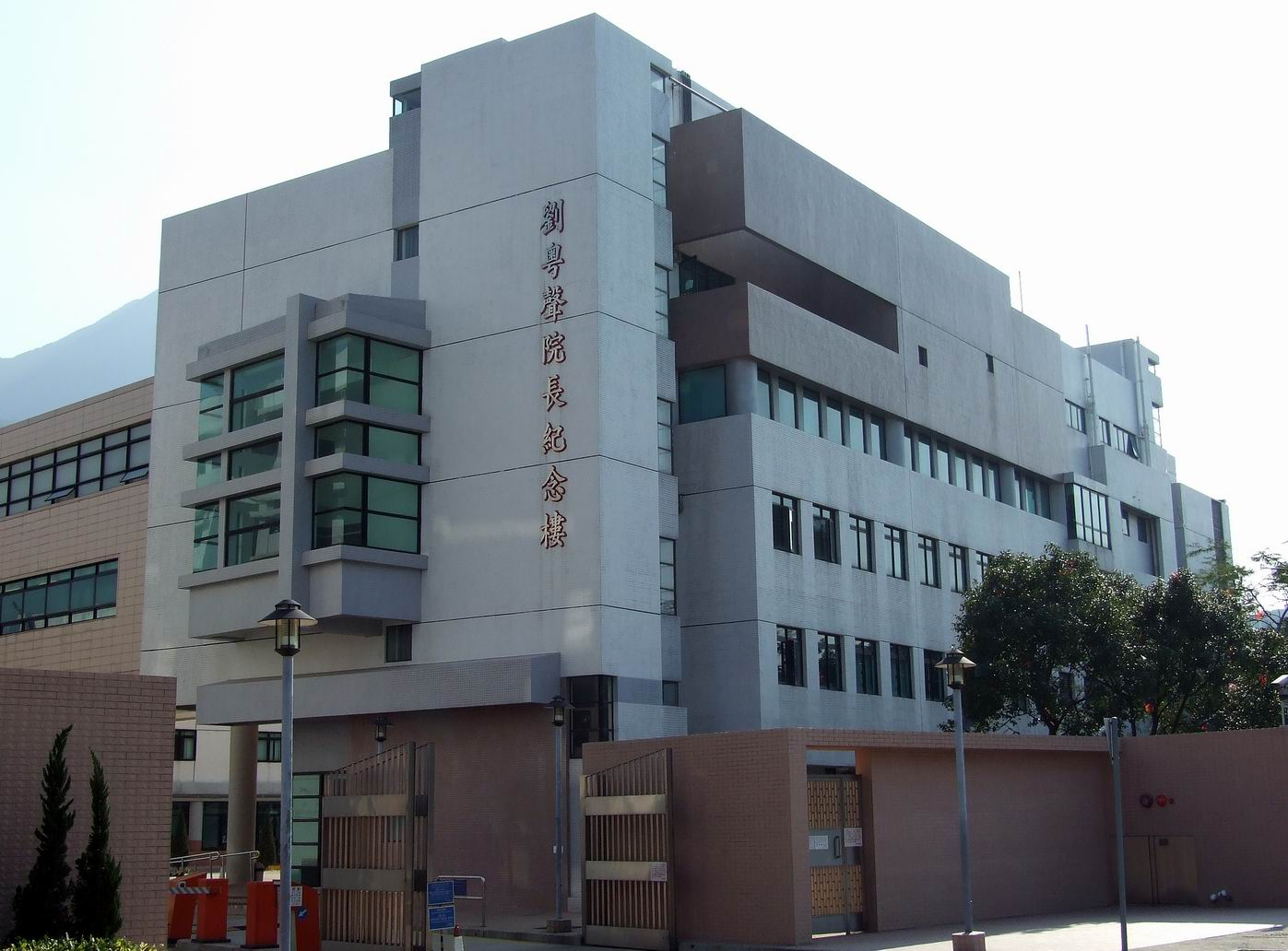
Séminaire théologique baptiste de Hong Kong, affilié à la Convention baptiste de Hong Kong, 2008.

Les églises évangéliques ont été impliquées dans l’établissement d’écoles élémentaires et secondaires. L’évangélisme a également permis le développement de plusieurs instituts de théologie évangélique, collèges et universités aux États-Unis dans le courant du 19e siècle,. D’autres universités évangéliques ont été établies dans divers pays du monde.
Le Conseil pour les collèges et universités chrétiens a été fondé en 1976. En 2023, le CCCU dit compter 185 membres dans 21 pays. 150 sont aux États-Unis et au Canada et 30 dans 19 autres pays.
L’Association internationale des écoles chrétiennes a été fondée en 1978 par trois associations américaines d’écoles chrétiennes évangéliques. Diverses écoles à l’international se sont ajoutées au réseau. En 2023, elle dit compter 25.000 écoles dans 100 pays.
Le Conseil international pour l'éducation théologique évangélique a été fondé en 1980 par la Commission théologique de l’Alliance évangélique mondiale. En 2023, il compterait 850 écoles membres dans 113 pays.

## Les évangéliques et le créationnisme

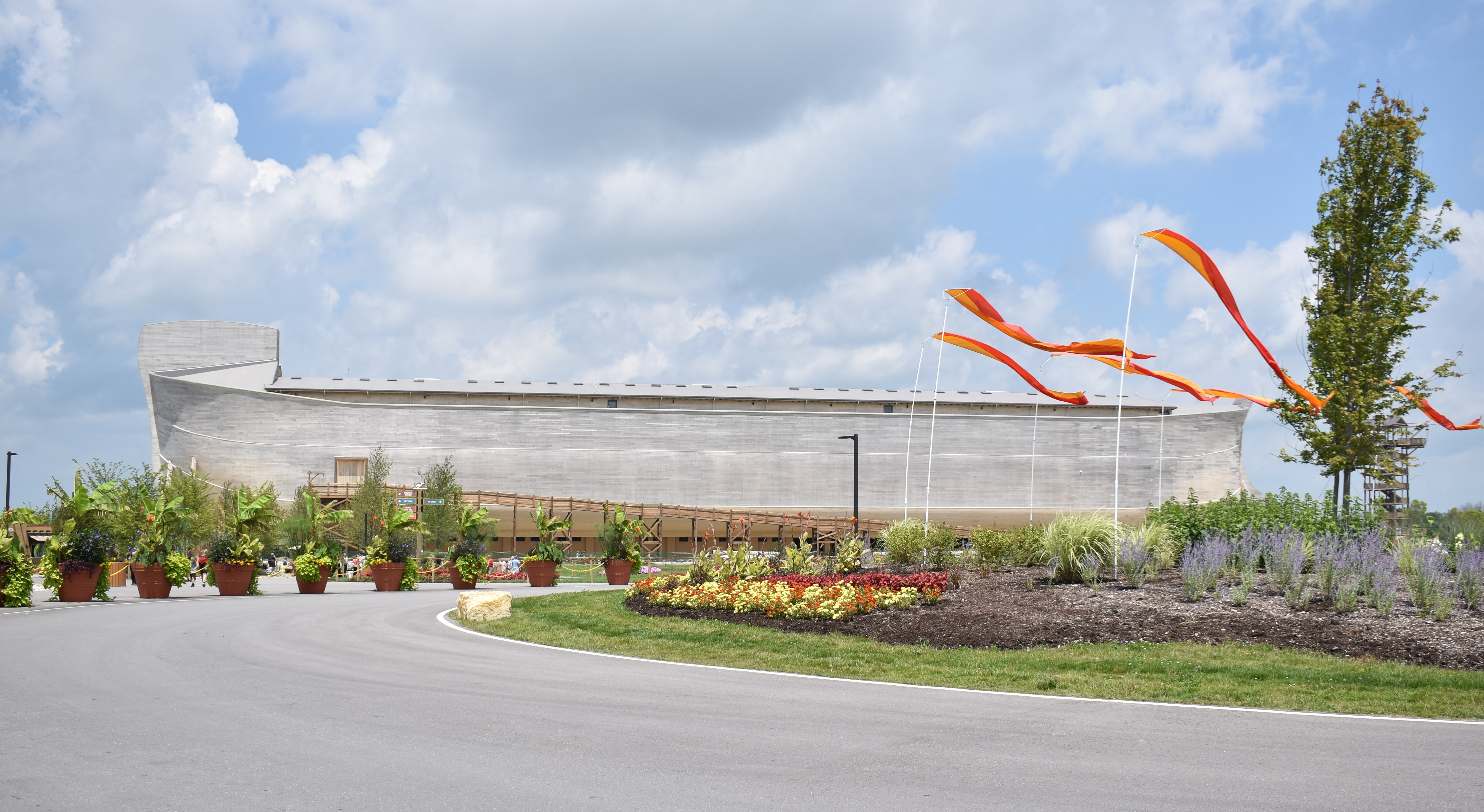
Ark encounter à Williamstown, Kentucky, États-Unis.

En matière de science et d’origine de la terre et de la vie humaine, certains évangéliques soutiennent le créationnisme. Par exemple, Answers in Genesis, fondée en Australie en 1986, est une organisation évangélique qui défend cette thèse. Dans le Kentucky, elle a fondé le Creation Museum à Petersburg en 2007 et l’Ark Encounter à Williamstown en 2016. Depuis la fin du XXe siècle, le créationnisme littéraliste a été délaissé par certains évangéliques en faveur du dessein intelligent. Par exemple, le think tank Discovery Institute, établi en 1991 à Seattle, défend cette thèse.

## Sexualité

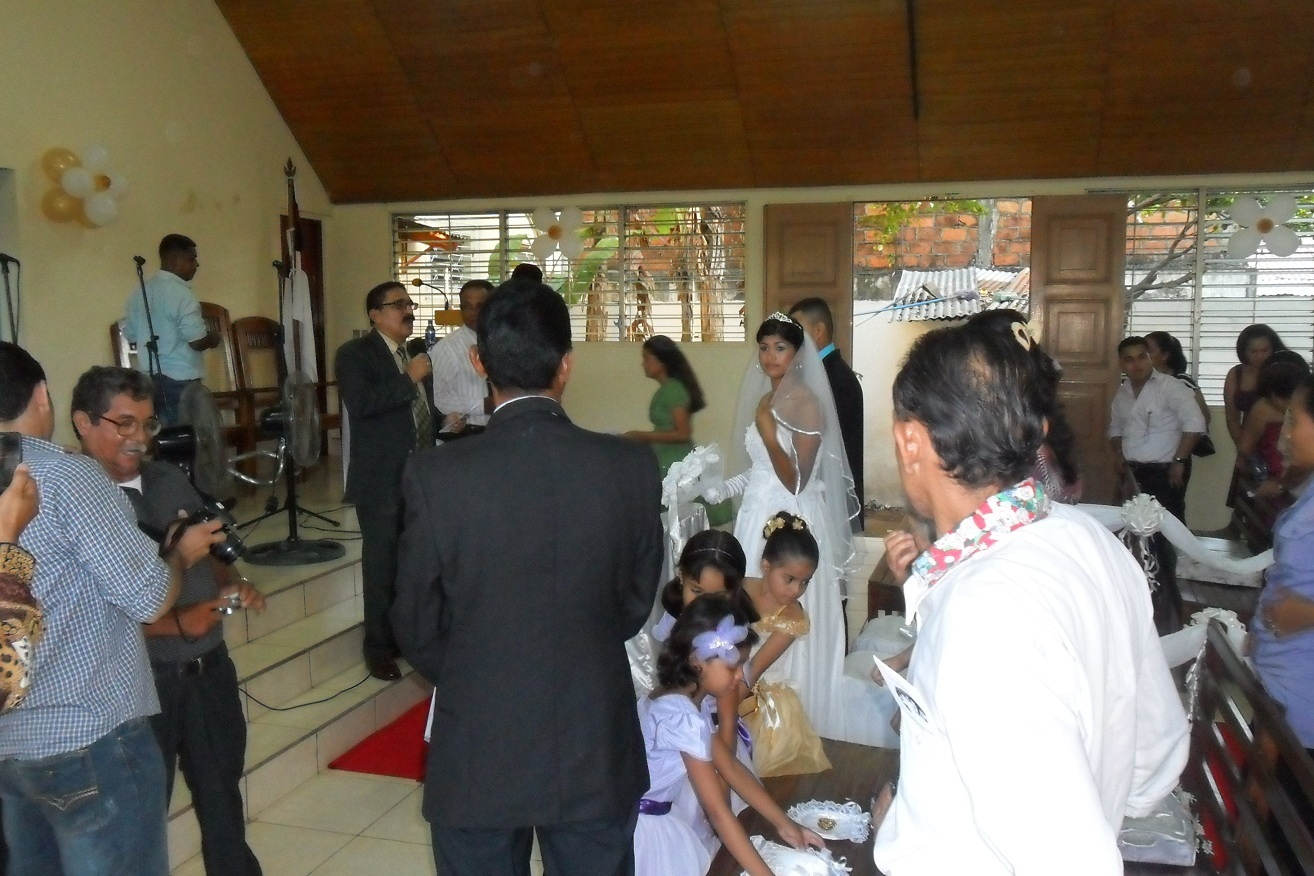
Cérémonie de mariage à la Première église baptiste de Rivas, affiliée à la Convention baptiste du Nicaragua, 2011.

En matière de sexualité, plusieurs églises évangéliques font la promotion du pacte de pureté auprès des jeunes chrétiens évangéliques, qui sont invités à s'engager durant une cérémonie en public à l'abstinence sexuelle jusqu'au mariage chrétien. Ce pacte est souvent symbolisé par une bague de virginité (bague de pureté).
Dans les églises évangéliques, les jeunes adultes et les couples non-mariés sont encouragés à se marier tôt afin de vivre une sexualité selon la volonté de Dieu,.
Une étude américaine de 2009 de la Campagne nationale de prévention de la grossesse adolescente et non planifiée (anglais : National Campaign to Prevent Teen and Unplanned Pregnancy) a rapporté que 80% des jeunes évangéliques non mariés avaient eu des relations sexuelles et que 42% étaient dans une relation avec des rapports sexuels, lors de l’enquête.
La majorité des églises chrétiennes évangéliques est contre l’interruption volontaire de grossesse et soutient le recours aux agences d’adoption et aux agences de support social pour les jeunes mères qui veulent garder leur bébé. Des organisations évangéliques comme "Focus Famille" sont engagées dans le mouvement pro-vie.
La masturbation est vue comme interdite par certains pasteurs évangéliques en raison des pensées sexuelles qui peuvent l’accompagner,. Toutefois, des pasteurs évangéliques ont souligné que la pratique avait été associée de façon erronée à Onan par des exégètes, qu’elle n’était pas un péché si elle n’était pas pratiquée avec des fantasmes ou de façon compulsive, et qu’elle était utile dans un couple marié, si son ou sa partenaire n’avait pas la même fréquence de besoins sexuels,.
Certaines églises évangéliques parlent uniquement de l’abstinence sexuelle et ne parlent pas de la sexualité dans le mariage,,. D’autres églises évangéliques parlent de la sexualité chrétienne comme d’un don de Dieu et une composante d’un mariage chrétien épanoui, dans des messages lors de cultes ou de conférences,,,.
De nombreux livres et sites web évangéliques sont spécialisés sur le sujet,. Le livre L'Acte conjugal : la beauté de l'amour sexuel publié en 1976 par le pasteur baptiste Tim LaHaye et sa femme Beverly LaHaye a été un pionnier dans le domaine.
Les perceptions de l'homosexualité dans les Églises évangéliques sont variées selon les courants,.
La position conservatrice fondamentaliste est très hostile aux personnes homosexuelles et est impliquée dans des causes anti-gays et des déclarations homophobes. Certaines églises ont une position conservatrice modérée.
Elles soutiennent uniquement une sexualité dans le mariage entre un homme et une femme, mais font preuve de sympathie et de respect envers les personnes homosexuelles. Certaines confessions évangéliques ont adopté des positions neutres, laissant le choix aux églises locales de décider pour le mariage homosexuel (congrégationalisme),.
Il existe des confessions chrétiennes évangéliques internationales libérales qui permettent le mariage homosexuel, comme l'Association des Baptistes Accueillants et Affirmants et The Covenant Network (pentecôtiste) ,.
Le mariage chrétien est présenté par certaines églises comme une protection contre les inconduites sexuelles et une étape obligatoire pour obtenir un poste de responsabilité dans une église. Ce concept a toutefois été remis en question par de nombreux scandales sexuels impliquant des dirigeants évangéliques mariés,. Finalement, des théologiens évangéliques ont rappelé que le célibat devait être davantage valorisé dans l’Église d’aujourd’hui, puisque le don de célibat a été enseigné et vécu par Jésus-Christ et Paul de Tarse,.

## Les évangéliques et la politique

### Amérique du Nord

#### États-Unis
En raison des persécutions de l’Église anglicane contre les puritains, les "pères pèlerins" britanniques sont plus de 20 000 à émigrer entre 1630 et 1640 en Nouvelle-Angleterre (aux États-Unis) . Toutefois, à leur tour, ils sont peu tolérants des autres mouvements religieux qui ne partagent pas leurs conceptions religieuses et politiques. En effet, ils ont pour projet d’établir une communauté politique qui respecte leurs principes religieux dans la colonie du Massachusetts et s’opposent à toute confrontation qui remet en cause cet idéal. Le pasteur baptiste Roger Williams a été ainsi banni du Massachusetts en 1635 pour ses positions en faveur de la séparation de l’Église et de l’État, de la liberté de culte et des droits fonciers autochtones, qui l’ont entraîné dans des conflits avec les pasteurs et les magistrats de la colonie. Il a acheté une terre aux Amérindiens et a fondé la ville de Providence en 1636, ainsi que le Rhode Island, où il devient gouverneur. En 1656, il a accueilli des quakers victimes de persécution religieuse au Massachusetts .
Au XIXe siècle, la gauche évangélique s'est manifestée notamment avec l'antiesclavagisme. Des évangéliques ont milité en faveur des droits des femmes, dont le droit de vote,. En raison de l'influence du fondamentalisme au début du XXe siècle, le mouvement et le militantisme social ont perdu de leur élan. Cependant, à la fin des années 1940, des théologiens évangéliques du Séminaire théologique Fuller fondé à Pasadena, en Californie, en 1947, ont défendu l'importance chrétienne du militantisme social. La gauche évangélique connut un nouvel élan dans les années 1960 avec la fondation de la Conférence du leadership chrétien du Sud en 1957, dirigée par le pasteur baptiste Martin Luther King.
Au cours des années 1960 et 1970, la gauche évangélique a défendu les principes anti-guerre, droits civiques et anti-consommation tout en soutenant la fidélité doctrinale et sexuelle.

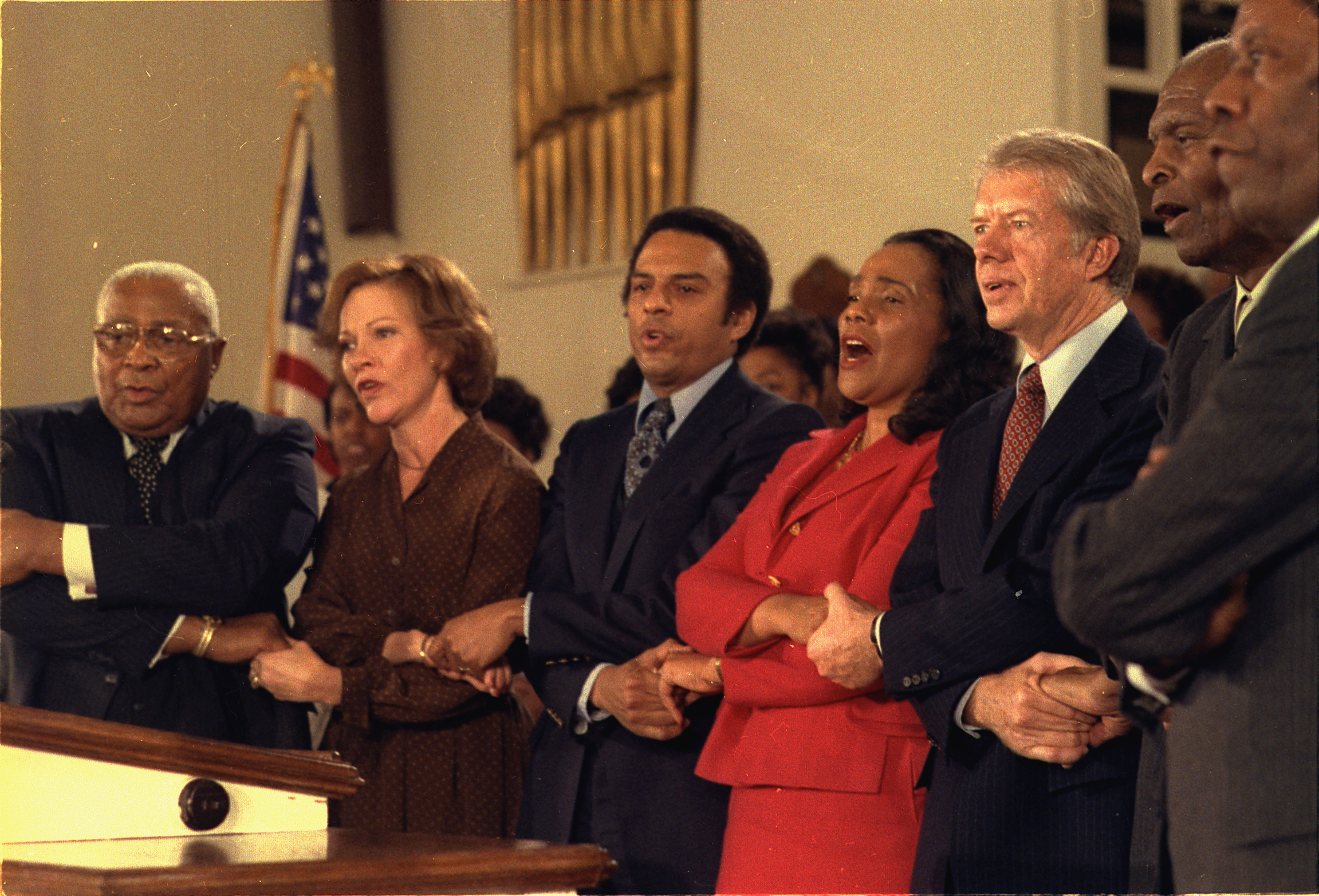
Martin Luther King Sr., Rosalynn Carter, Andrew Young, Coretta Scott King, et le président Jimmy Carter à l'Église baptiste Ebenezer d’Atlanta en 1979.

Lors de la campagne pour la présidentielle de 1976, le candidat du Parti démocrate Jimmy Carter, un diacre baptiste, a été le premier à avoir ouvertement affirmé sa foi chrétienne évangélique. Les évangéliques votaient peu jusque dans les années 1970 : 70 % d'entre eux n'avaient pas voté lors de cette élection. Toutefois, le thème de la religion avait donné un regain d'intérêt aux évangéliques pour la politique. Il devient le 39e président des États-Unis en 1977. Cependant, au moment de sa 2e campagne électorale, en 1980, le manque d'opposition ferme à l’avortement, l'homosexualité et au féminisme du président Carter, déçoit beaucoup des chrétiens évangéliques qui l'avaient soutenu en 1976 et certains fondamentalistes décidèrent de s'organiser et de former un groupe de pression politique conservateur, baptisé la Moral Majority (« majorité morale ») ou the Religious Right (« la droite religieuse ») que Ronald Reagan sut récupérer. Les évangéliques avaient de toute façon déjà pris leurs distances avec un Parti démocrate qui avait, selon eux, participé au déclin moral des États-Unis. Une fois la présidentielle de 1980 gagnée, Reagan fit d'ailleurs voter une série de lois et favorisa des amendements directement liés aux valeurs chrétiennes que défendent les évangéliques.
De Reagan à Bush fils, les évangéliques, tout en s'organisant toujours mieux, ont voté massivement pour les Républicains. Dès 1980, l'influence des télévangélistes conservateurs devint un phénomène de premier ordre dans les campagnes électorales ; les plus actifs d'entre eux étaient Jerry Falwell, Pat Robertson, fondateur de la chaîne de télévision chrétienne CBN, Jim Bakker, James Robison, ou encore Bill Bright, fondateur de l’organisation missionnaire Cru. Au cours de la campagne pour l'élection présidentielle de 2000, George W. Bush réaffirma sa foi chrétienne et se fit le défenseur des valeurs traditionnelles mais avec un peu moins de véhémence que ses prédécesseurs. Les évangéliques attendaient beaucoup de Bush et de sa promesse, la faith-based initiative, une série de dispositions spéciales de l'État américain et de subventions destinées aux associations religieuses afin de contribuer à lutter contre la pauvreté. Une partie d'entre eux furent déçus par une opposition jugée trop faible au mariage homosexuel, par le manquement à la faith-based initiative et par la politique militariste du président et de son administration. À ce sujet, David Kuo, conseiller spécial de Bush pour la faith-based initiative démissionna de son poste en 2006 en dénonçant le dénigrement de l'administration en place envers les pauvres et déclara que cette même administration recherchait le soutien des chrétiens tout en se moquant d'eux. Leur moindre mobilisation à partir de 2008, bien que n'étant pas, et de loin, le seul facteur, a favorisé l'élection de Barack Obama.
En 2007, l'organisation Chrétiens des lettres rouges a été fondée par le pasteur baptiste Tony Campolo et par Shane Claiborne dans le but de rassembler les évangéliques qui croient en l'importance d'insister sur les questions de justice sociale évoquées par Jésus (en rouge dans certaines traductions de la Bible).
En 2016, grâce à l'appui de quelques dirigeants évangéliques pour Donald Trump, une alliance se forge entre le candidat républicain et les chrétiens évangéliques conservateurs. Les électeurs évangéliques blancs votent majoritairement pour Donald Trump (à 81%, contre 16% à Hillary Clinton). Ces chiffres ont toutefois été remis en cause, en raison qu’ils ne contiennent que des évangéliques blancs, que les sondés étaient auto-identifiés, et qu’ils comprennent que ceux qui ont voté. De nombreuses personnes de la gauche évangélique, souvent engagées sur le terrain de la justice sociale et opposées à la peine de mort, se sentent en décalage avec les guerres culturelles de cette droite conservatrice, plus âgée,.
À mi-mandat, la question de l’influence des chrétiens évangéliques ultra-conservateurs prend une importance croissante, dans la mesure où la survie politique de Donald Trump semble en dépendre de plus en plus. En octobre 2018, à l'approche des élections à mi-parcours, le soutien des évangéliques à Trump semble se maintenir, bien qu'il y ait une certaine érosion parmi les femmes. Un sondage publié début octobre par le Public Religion Research Institute a révélé que 72% des protestants évangéliques blancs avaient une opinion favorable du président.
En janvier 2019, au Caire, dans le cadre de sa tournée au Moyen-Orient et dans le Golfe, Mike Pompeo, le secrétaire d'État qui a été désigné le 13 mars 2018 en remplacement de Rex Tillerson, s'est présenté « en tant que chrétien évangélique ». Comme le vice-président Mike Pence, Mike Pompeo considère la théologie évangélique comme une source d’inspiration très puissante.
Un sondage de la firme Politico / Morning Consult de décembre 2019, a révélé que 43% des évangéliques étaient en faveur de la destitution du président Donald Trump.

#### Canada
Le pasteur baptiste William Aberhart fonde le parti Crédit social de l'Alberta en 1935 et devient premier ministre de l’Alberta cette même année jusqu’en 1943 . Le pasteur baptiste Tommy Douglas, candidat de la Fédération du Commonwealth coopératif de Saskatchewan, devient premier ministre de la Saskatchewan de 1944 à 1961, puis premier chef fédéral du Nouveau Parti démocratique de 1961 à 1971 ,.

#### Haïti
Le pasteur baptiste Jean Chavannes Jeune devient vice-président d’Haïti de 1988 à 1989.

#### Îles Turques-et-Caïques
La vice-présidente du comité de la jeunesse de l'Alliance baptiste mondiale,  Sharlene Cartwright-Robinson, candidate du Mouvement démocratique populaire, devient premier ministre 
des îles Turques-et-Caïques du 20 décembre 2016 au 20 février 2021.

### Europe
Le Parti évangélique suisse a été fondé en Suisse en 1919 .

### Amérique latine

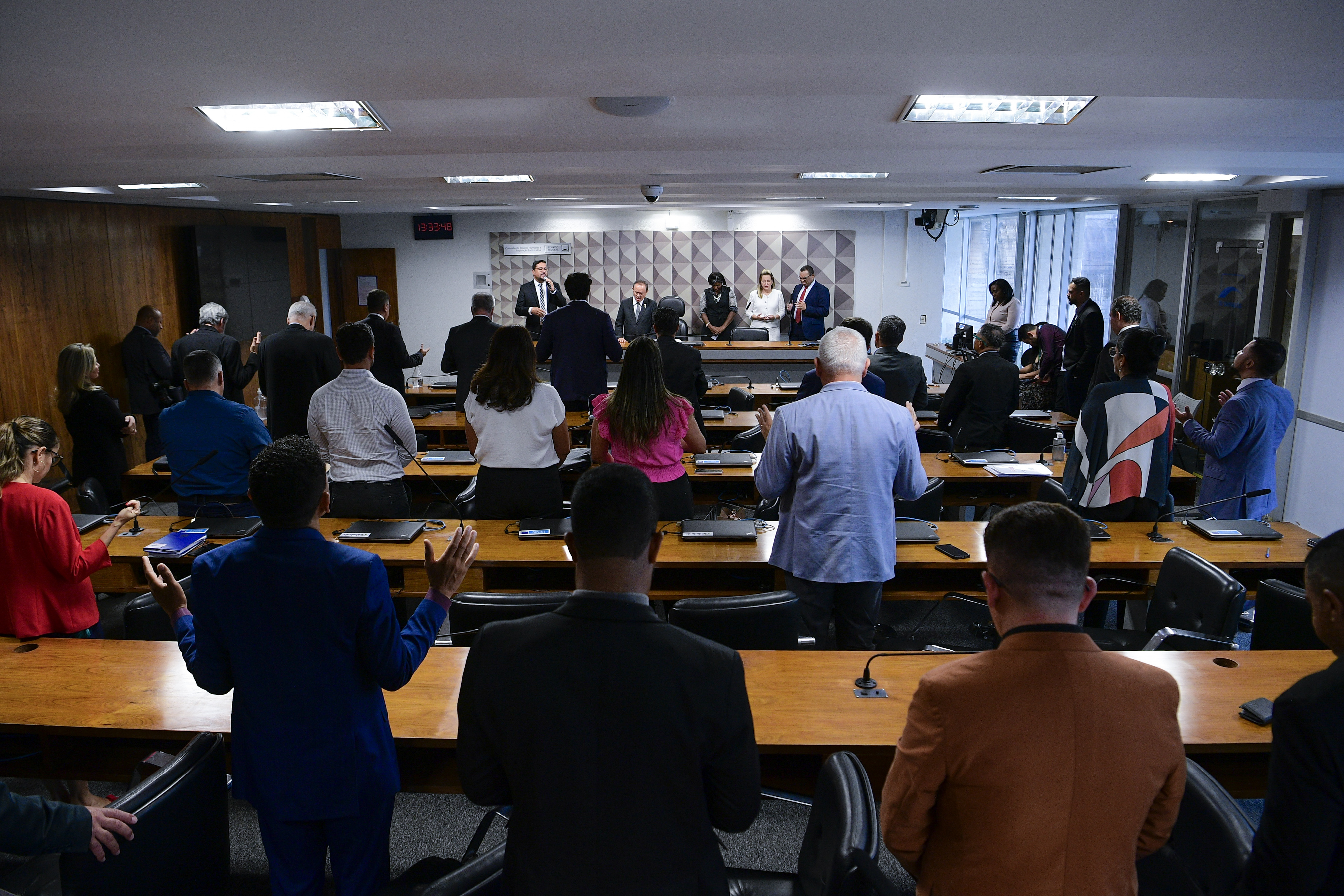
Réunion du Front parlementaire évangélique au Palais du Congrès national à Brasilia, au Brésil, 2023.

En Amérique latine, depuis les années 1990, des groupes parlementaires et des partis politiques ont été fondés par des évangéliques. Le soutien des églises évangéliques est particulièrement sollicité par les aspirants de partis conservateurs à la présidence de pays qui comptent de plus en plus sur l’électorat évangélique pour remporter les élections.

#### Brésil
Au Brésil, le Front parlementaire évangélique a été fondé en 2003 afin de rassembler les parlementaires évangéliques, de tout parti politique, au Palais du Congrès national à Brasilia, au Brésil . De nombreux pasteurs se sont investis dans le domaine politique allant de la mairie, au parlement, en passant par le Sénat, favorisant la fondation du parti des Républicains en 2005. Les évangéliques ont majoritairement soutenu l'élection de l'ultra conservateur catholique Jair Bolsonaro, l'alliance de « l'extrémisme religieux avec une vision autoritaire et totalitaire du monde », en se mobilisant pour la « préservation de la famille monogame formée par des hommes et des femmes ». Cet appui s’expliquerait par le conservatisme qui caractérise la société brésilienne.

### Afrique

#### République centrafricaine
Le diacre baptiste Faustin-Archange Touadéra, candidat de Convergence nationale – Kwa Na Kwa, devient Premier ministre de République centrafricaine de 2008 à 2013, puis président de la République à partir de 2016, également fondateur du Mouvement Cœurs unis en 2018 .

#### Malawi
Le théologien pentecôtiste Lazarus Chakwera devient président du Parti du congrès du Malawi en 2013, puis président du Malawi en 2020.

#### Liberia
Le pasteur baptiste William Richard Tolbert, candidat du True Whig Party, devient vice-président du Liberia en 1952, puis président de 1971 à 1980 .
Le diacre baptiste Joseph Boakai, candidat du Parti de l'unité, devient vice-président du Liberia de 2006 à 2018, puis président en 2024 .

### Asie

#### Corée du Sud
L’évangéliste baptiste Hwang Kyo-ahn, candidat indépendant, devient Premier ministre de Corée du Sud du 18 juin 2015 au 11 mai 2017, puis président par intérim du 9 décembre 2016 au 10 mai 2017 .

## Critiques diverses

### Critiques venues des milieux religieux

#### Anti-intellectualisme
Dans son livre publié en 1963, Strength to Love, le pasteur baptiste Martin Luther King a reproché à certaines églises baptistes leur anti-intellectualisme, notamment en raison du manque de formation théologique chez les pasteurs.

#### Altération du message chrétien par l'usage des mass media
En 1981, le théologien et sociologue français Jacques Ellul a reproché aux évangéliques l'usage de moyens de communication modernes lors de campagnes d'évangélisation ainsi que l'utilisation des médias pour communiquer la foi chrétienne, en raison d'une altération possible du message,.

### Critiques de la gestion interne

#### Détournements de fonds
Depuis les années 1970, divers scandales financiers de détournements de fonds ont été rapportés dans des églises et des organisations évangéliques. Le Conseil évangélique pour la responsabilité financière a été fondé en 1979 pour renforcer l’intégrité financière dans les organisations et les églises évangéliques qui désirent volontairement être membres et se soumettre à des vérifications comptables annuelles.

#### Victimes de violence sexuelle, domestique et psychologique
Certaines églises et organisations évangéliques ont été critiquées par des victimes de viol et de violence domestique pour leur gestion silencieuse des cas d’abus par des pasteurs ou des membres.
Le non-signalement des abus à la police serait majoritairement présent dans des églises non-membres d'associations d’églises évangéliques, ou affiliées à des associations d’églises qui accordent beaucoup d’importance à une large autonomie des églises,. L’organisation évangélique GRACE a été fondée en 2004 par le professeur baptiste Boz Tchividjian afin d’aider les églises à lutter contre toute agression sexuelle, violence psychologique ou agression physique dans les organisations chrétiennes.

#### Dérives dans les promesses de guérison
Dans le pentecôtisme, des dérives ont accompagné l’enseignement de la guérison par la foi. Dans certaines églises, des tarifications de prière contre des promesses de guérison ont été constatées. Certains pasteurs et des évangélistes ont été accusés d’avoir mis en scène de fausses guérisons,. Certaines églises, aux États-Unis ou au Nigeria, ont déconseillé à leurs membres la vaccination, en déclarant que cela était pour les faibles dans la foi et qu’avec une confession positive, ils seraient immunisés,. Des églises pentecôtistes qui interdisent le recours à la médecine ont causé des décès qui auraient pu être évités, entrainant parfois la condamnation de parents à des peines de prison pour la mort de leurs enfants,. Cette position n’est pas représentative de toutes les églises évangéliques, comme l’indique le document La Guérison miraculeuse publié en 2015 par le Conseil national des évangéliques de France, qui mentionne que la médecine est l’un des dons de Dieu faits aux humains,. Des églises et certaines organisations humanitaires chrétiennes évangéliques sont impliquées dans des programmes médicaux de santé,,. De nombreuses églises évangéliques ont également ouvert leurs portes à des centres de vaccination.

#### Dérives sectaires
Selon le rapport 2016-2017 de la Miviludes, en France, le deuxième mouvement religieux qui comptait le plus de signalements pour de présumées dérives sectaires était le christianisme évangélique, et majoritairement dans le courant pentecôtiste pour des églises non membres du Conseil national des évangéliques de France,. En 2020, le mouvement a eu plus de 200 signalements, majoritairement dans le courant néo-charismatique,. Les principales dérives mentionnées étaient des abus financiers, comme la multiplication des offrandes au profit des pasteurs, et des menaces pour la santé, comme des discours qui rejettent la médecine et promettent des guérisons miraculeuses.

#### Théologie de la prospérité
La théologie de la prospérité, qui s’est répandue dans les années 1970 et 1980 aux États-Unis, principalement par des télévangélistes pentecôtistes et charismatiques, est une doctrine particulièrement controversée dans les églises évangéliques,. Elle est centrée sur l’enseignement de la foi chrétienne comme un moyen de s’enrichir financièrement et matériellement, par une « confession positive » et une contribution aux ministères chrétiens. Des promesses de guérison divine et de prospérité sont garanties, en échange de certains montants de dons,,. Certains pasteurs menacent de malédictions, d’attaques du diable et de pauvreté ceux qui ne donnent pas la dîme,,. Souvent associée avec la dîme obligatoire, cette doctrine a été comparée à un business religieux,,. Les pasteurs qui adhérent à la théologie de la prospérité ont été critiqués par des journalistes pour leur style de vie bling-bling (vêtements luxueux, grandes maisons, voitures haut de gamme, avion privé, etc.),,. En 2012, le Conseil national des évangéliques de France a publié un document dénonçant cette doctrine, en mentionnant que la prospérité était bien possible pour un croyant, mais que cette théologie poussée à l'extrême amène au matérialisme et à l’idolâtrie, ce qui n'est pas le but de l’Évangile,.

#### Pressions financières
Les offrandes et la dîme occupent beaucoup de temps dans certains services. Les collectes d’offrandes sont multiples ou séparées dans divers paniers ou enveloppes afin de stimuler les contributions des fidèles,.
Des églises évangéliques qui font de la dîme une pratique obligatoire et surveillée ont été poursuivies en justice en raison de moyens de pressions psychologiques utilisés ,,.

#### Redevabilité et contrôle des abus de pouvoir
En 2018, le professeur américain Scot McKnight du Northern Baptist Theological Seminary a reproché aux megachurches évangéliques la faible relation de redevabilité externe de leurs dirigeants en n’étant pas membre d'associations d’églises, les exposant davantage à des abus de pouvoir.

### Critiques de l'influence politique et sociale

#### Promotion du créationnisme
En 2011, des médias ont critiqué l'évangélisme fondamentaliste pour la création d'« une culture parallèle » ainsi que l'enseignement du créationnisme dans ses écoles et son anti-intellectualisme.

#### Promotion de l'individualisme
En 2011, le professeur évangélique américain Ed Stetzer a attribué à l’individualisme la raison de l’augmentation du nombre d’églises évangéliques qui se réclament du christianisme non confessionnel.

#### Promotion du néolibéralisme et faible sensibilité aux injustices sociales
Certains auteurs chrétiens ont reproché à l'évangélisme d'être une forme de justification « spirituelle » (implicite ou explicite) de la société technicienne et capitaliste,, en utilisant les mêmes méthodes de propagande que le néolibéralisme et en allant parfois jusqu'à faire la promotion des valeurs marchandes.
En 2018, le théologien baptiste Russell D. Moore a critiqué certaines églises baptistes américaines pour leur moralisme insistant fortement sur la condamnation de certains péchés personnels, mais silencieux sur les injustices sociales qui font souffrir des populations entières, comme le racisme.

#### Prosélytisme
Le fait que les évangéliques fassent de l’évangélisation et parlent de leur foi en public est souvent reproché par les médias et associé à du prosélytisme. Selon les évangéliques, la liberté de conscience et la liberté d'expression leur permettent de parler de leur foi comme de tout autre sujet. Les films chrétiens réalisés par des sociétés de production américaines évangéliques sont également régulièrement associés à du prosélytisme,. Selon Sarah-Jane Murray, professeure d'écriture de scénario à l’Université Baylor et contributrice à la Commission chrétienne du cinéma et de la télévision aux États-Unis, les films chrétiens sont des œuvres d'art, et non pas du prosélytisme. Pour Hubert de Kerangat, responsable communication chez Saje distribution, diffuseur de ces films chrétiens américains en France, si les films chrétiens sont « prosélytes », tous les films sont « prosélytes », puisque chaque film transmet un message, que le spectateur est libre d'approuver ou pas.